# 連続テレビ小説
『連続テレビ小説』（れんぞくテレビしょうせつ）は、1961年度から放送されているNHKのテレビドラマシリーズ（帯ドラマ形式の連続ドラマ）である。愛称は朝ドラ（あさドラ）。

## 概要
NHKにおける朝8時台の帯ドラマ枠の総称である。主人公（多くは女性）の半生・生涯を中心に、それをとりまく家族や家庭を描いたホームドラマの体裁がほとんどである。
『大河ドラマ』と並び、NHK、さらには、日本のドラマの代表格としてメディアでも取り上げられ、スポーツ紙などで週毎のあらすじ・視聴率の記された記事が公開されている。
放送は2020年度から、1回15分・月曜から金曜の週5回・半年間（おおよそ全130回程度）である。
2010年代以降、SNSの台頭に伴い、Twitterやブログなどで視聴者による感想やイラストの投稿（NHK側から募集を呼びかけることもある）など、新たな楽しみ方も開拓されてきた。

## 歴代作品一覧
| - 「作品名」の太字および赤色背景は、放送中の作品。 - 「作品名」の（1年）および「年度」は、放送年度。1年 = 1年間、「前」 = 前期、「後」 = 後期。 - 「A/B」は、制作局。A = 東京制作（JOAK）、B = 大阪制作（JOBK。緑色背景）。 - 「舞台地」は、「連続テレビ小説と視聴者」および「朝ドラ全史 ご当地マップ」も参照。 - （原作）の「※」は、原案。 - 「モデル」は、主人公のモデル（モチーフ含む）。 - 「%」は、期間平均視聴率で、「-」は、不明のもの。（ビデオリサーチ調べ、関東地区・世帯・リアルタイム）。 - 「主演」の「*」は、語り兼任。 - 「主題歌」は、主題歌やテーマ曲または挿入歌。 |

| 作数 | 作品名                    | 年度          | A/B | 舞台地                          | 作（原作）                               | モデル             | %    | 主演                                              | 主題歌                                                                |
| ---- | ------------------------- | ------------- | --- | ------------------------------- | ---------------------------------------- | ------------------ | ---- | ------------------------------------------------- | --------------------------------------------------------------------- |
| 1    | 娘と私（1年）             | 196100        | A   | 東京                            | 山下与志一（獅子文六）                   | 獅子文六           | -    | 北沢彪（男性）*                                   | -                                                                     |
| 2    | あしたの風（1年）         | 196200        | A   | 香川                            | 山下与志一（壺井栄）                     | 壺井栄             | -    | 渡辺富美子                                        | -                                                                     |
| 3    | あかつき（1年）           | 196300        | A   | 東京                            | 山下与志一（武者小路実篤）               | -                  | -    | 佐分利信（男性）                                  | 椿洋子                                                                |
| 4    | うず潮（1年）             | 196400        | B   | 広島/東京                       | 田中澄江（林芙美子）                     | 林芙美子           | 30.2 | 林美智子                                          | 椿洋子                                                                |
| 5    | たまゆら（1年）           | 196500        | A   | 宮崎他                          | 山田豊/尾崎甫（川端康成）                | -                  | 33.6 | 笠智衆（男性）                                    | -                                                                     |
| 6    | おはなはん（1年）         | 196600        | A   | 愛媛/東京                       | 小野田勇（林謙一）                       | 林はな             | 45.8 | 樫山文枝                                          | 倍賞千恵子                                                            |
| 7    | 旅路（1年）               | 196700        | A   | 三重/北海道                     | 平岩弓枝                                 | -                  | 45.8 | 横内正（男性） 日色ともゑ                         | -                                                                     |
| 8    | あしたこそ（1年）         | 196800        | A   | 東京                            | 橋田壽賀子/中沢昭二 （森村桂）           | -                  | 44.9 | 藤田弓子                                          | 倍賞千恵子                                                            |
| 9    | 信子とおばあちゃん（1年） | 196900        | A   | 佐賀他                          | 井手俊郎（獅子文六）                     | -                  | 37.8 | 大谷直子                                          | -                                                                     |
| 10   | 虹（1年）                 | 197000        | A   | 鳥取                            | 田中澄江                                 | -                  | 37.9 | 南田洋子                                          | -                                                                     |
| 11   | 繭子ひとり（1年）         | 197100        | A   | 青森/東京/宮城 広島/石川        | 高橋玄洋（三浦哲郎）                     | -                  | 47.4 | 山口果林                                          | 島崎みどり                                                            |
| 12   | 藍より青く（1年）         | 197200        | A   | 熊本                            | 山田太一                                 | -                  | 47.3 | 真木洋子                                          | 本田路津子                                                            |
| 13   | 北の家族（1年）           | 197300        | A   | 北海道/石川                     | 楠田芳子                                 | -                  | 46.1 | 高橋洋子                                          | 赤い鳥 森るみ子                                                       |
| 14   | 鳩子の海（1年）           | 197400        | A   | 山口/茨城                       | 林秀彦中井多津夫                         | -                  | 47.2 | 斉藤こず恵 →藤田美保子*                           | 斎藤こず恵                                                            |
| 15   | 水色の時                  | 1975前        | A   | 長野/東京                       | 石森史郎                                 | -                  | 40.1 | 大竹しのぶ                                        | 桜田淳子                                                              |
| 16   | おはようさん              | 1975後        | B   | 大阪                            | 松田暢子（田辺聖子）                     | -                  | 39.6 | 秋野暢子*                                         | ダ・カーポ                                                            |
| 17   | 雲のじゅうたん            | 1976前        | A   | 秋田/東京                       | 田向正健                                 | -                  | 40.1 | 浅茅陽子                                          | チェリッシュ                                                          |
| 18   | 火の国に                  | 1976後        | B   | 熊本                            | 石堂淑朗                                 | -                  | 35.0 | 鈴鹿景子                                          | -                                                                     |
| 19   | いちばん星                | 1977前        | A   | 山形/東京                       | 宮内婦貴子（結城亮一）                   | 佐藤千夜子         | 37.2 | 高瀬春奈 →五大路子                                | -                                                                     |
| 20   | 風見鶏                    | 1977後        | B   | 和歌山/兵庫                     | 杉山義法                                 | -                  | 38.3 | 新井春美                                          | -                                                                     |
| 21   | おていちゃん              | 1978前        | A   | 東京                            | 寺内小春（沢村貞子）                     | 沢村貞子           | 43.0 | 友里千賀子                                        | 森山良子                                                              |
| 22   | わたしは海                | 1978後        | B   | 広島/京都/福岡                  | 岩間芳樹                                 | -                  | 35.9 | 相原友子                                          | -                                                                     |
| 23   | マー姉ちゃん              | 1979前        | A   | 福岡/東京/鹿児島                | 小山内美江子（長谷川町子）               | 長谷川毬子         | 42.8 | 熊谷真実                                          | -                                                                     |
| 24   | 鮎のうた                  | 1979後        | B   | 滋賀/大阪                       | 花登筐                                   | -                  | 42.7 | 山咲千里                                          | 小倉千波                                                              |
| 25   | なっちゃんの写真館        | 1980前        | A   | 徳島                            | 寺内小春                                 | 立木香都子         | 39.6 | 星野知子                                          | 小椋佳                                                                |
| 26   | 虹を織る                  | 1980後        | B   | 山口/兵庫                       | 秋田佐知子                               | -                  | 38.5 | 紺野美沙子                                        | 堀江美都子                                                            |
| 27   | まんさくの花              | 1981前        | A   | 秋田/東京                       | 高橋正圀                                 | -                  | 37.1 | 中村明美*                                         | 黛ジュン                                                              |
| 28   | 本日も晴天なり            | 1981後        | A   | 東京                            | 小山内美江子                             | 近藤富枝           | 36.6 | 原日出子                                          | 西尾尚子                                                              |
| 29   | ハイカラさん              | 1982前        | A   | 神奈川/静岡                     | 大藪郁子                                 | -                  | 36.2 | 手塚理美                                          | 古家杏子                                                              |
| 30   | よーいドン                | 1982後        | B   | 大阪/京都                       | 杉山義法                                 | -                  | 38.8 | 藤吉久美子                                        | -                                                                     |
| 31   | おしん（1年）             | 198300        | A   | 山形/東京 佐賀/三重             | 橋田壽賀子                               | -                  | 52.6 | 小林綾子 →田中裕子 →乙羽信子                      | -                                                                     |
| 32   | ロマンス                  | 1984前        | A   | 北海道/東京                     | 田向正健                                 | -                  | 39.0 | 榎木孝明（男性）                                  | 芹洋子 榎木孝明                                                       |
| 33   | 心はいつもラムネ色        | 1984後        | B   | 大阪/東京                       | 冨川元文                                 | 秋田實             | 40.2 | 新藤栄作（男性）                                  | -                                                                     |
| 34   | 澪つくし                  | 1985前        | A   | 千葉                            | ジェームス三木                           | -                  | 44.3 | 沢口靖子                                          | 彩恵津子                                                              |
| 35   | いちばん太鼓              | 1985後        | B   | 福岡/大阪                       | 井沢満                                   | -                  | 33.4 | 岡野進一郎（男性）                                | NYC NYUSA                                                             |
| 36   | はね駒                    | 1986前        | A   | 福島/宮城/東京                  | 寺内小春                                 | 磯村春子           | 41.7 | 斉藤由貴                                          | -                                                                     |
| 37   | 都の風                    | 1986後        | B   | 京都/大阪/奈良                  | 重森孝子                                 | -                  | 39.3 | 加納みゆき                                        | 西城秀樹                                                              |
| 38   | チョッちゃん              | 1987前        | A   | 北海道/東京                     | 金子成人（黒柳朝）                       | 黒柳朝             | 38.0 | 古村比呂                                          | -                                                                     |
| 39   | はっさい先生              | 1987後        | B   | 東京/大阪/滋賀                  | 高橋正圀                                 | -                  | 38.1 | 若村麻由美                                        | -                                                                     |
| 40   | ノンちゃんの夢            | 1988前        | A   | 高知/東京                       | 佐藤繁子                                 | -                  | 39.1 | 藤田朋子                                          | -                                                                     |
| 41   | 純ちゃんの応援歌          | 1988後        | B   | 和歌山/大阪/兵庫                | 布勢博一                                 | -                  | 38.6 | 山口智子                                          | -                                                                     |
| 42   | 青春家族                  | 1989前        | A   | 東京/静岡                       | 井沢満                                   | -                  | 37.8 | いしだあゆみ 清水美砂                             | -                                                                     |
| 43   | 和っこの金メダル          | 1989後        | B   | 山口/大阪                       | 重森孝子                                 | -                  | 33.8 | 渡辺梓                                            | -                                                                     |
| 44   | 凛凛と                    | 1990前        | A   | 富山/東京                       | 矢島正雄                                 | 川原田政太郎       | 33.9 | 田中実（男性）                                    | 堀井勝美                                                              |
| 45   | 京、ふたり                | 1990後        | B   | 京都                            | 竹山洋                                   | -                  | 35.6 | 山本陽子 畠田理恵                                 | -                                                                     |
| 46   | 君の名は（1年）           | 199100        | A   | 東京/北海道/新潟 三重/愛知/静岡 | 井沢満/横光晃/宮村優子他 （菊田一夫）    | -                  | 29.1 | 鈴木京香                                          | -                                                                     |
| 47   | おんなは度胸              | 1992前        | B   | 大阪                            | 橋田壽賀子                               | -                  | 38.5 | 泉ピン子 桜井幸子                                 | -                                                                     |
| 48   | ひらり                    | 1992後        | A   | 東京                            | 内館牧子                                 | -                  | 36.9 | 石田ひかり                                        | DREAMS COME TRUE                                                      |
| 49   | ええにょぼ                | 1993前        | B   | 京都/兵庫                       | 東多江子                                 | -                  | 35.2 | 戸田菜穂                                          | 中山美穂                                                              |
| 50   | かりん                    | 1993後        | A   | 長野/東京                       | 松原敏春                                 | -                  | 31.4 | 細川直美                                          | 井上陽水                                                              |
| 51   | ぴあの                    | 1994前        | B   | 大阪/大分/京都                  | 冨川元文/宮村優子                        | -                  | 25.5 | 純名里沙                                          | 純名里沙＆JOE'S PROJECT                                               |
| 52   | 春よ、来い（1年）         | 1994後 1995前 | A   | 大阪/東京/静岡                  | 橋田壽賀子                               | 橋田壽賀子         | 24.7 | 安田成美 →中田喜子                                | 松任谷由実                                                            |
| 53   | 走らんか!                 | 1995後        | B   | 福岡/大阪                       | 金子成人（長谷川法世※）                  | -                  | 20.5 | 三国一夫（男性）*                                 | Dual Dream                                                            |
| 54   | ひまわり                  | 1996前        | A   | 東京/福島                       | 井上由美子                               | -                  | 25.5 | 松嶋菜々子                                        | 山下達郎                                                              |
| 55   | ふたりっ子                | 1996後        | B   | 大阪/兵庫                       | 大石静                                   | -                  | 29.0 | 岩崎ひろみ 菊池麻衣子                             | NOKKO                                                                 |
| 56   | あぐり                    | 1997前        | A   | 岡山/東京/山梨                  | 清水有生（吉行あぐり）                   | 吉行あぐり         | 28.4 | 田中美里                                          | 矢部達哉 （バイオリン）                                               |
| 57   | 甘辛しゃん                | 1997後        | B   | 兵庫                            | 宮村優子/長川千佳子                      | -                  | 26.6 | 佐藤夕美子                                        | 原由子                                                                |
| 58   | 天うらら                  | 1998前        | A   | 栃木/東京                       | 神山由美子（門野晴子※）                  | -                  | 27.7 | 須藤理彩                                          | 小六禮次郎                                                            |
| 59   | やんちゃくれ              | 1998後        | B   | 大阪                            | 中山乃莉子/石原武龍                      | -                  | 22.5 | 小西美帆                                          | ウルフルズ                                                            |
| 60   | すずらん                  | 1999前        | A   | 北海道/東京                     | 清水有生                                 | -                  | 26.2 | 遠野凪子                                          | 吉田美奈子                                                            |
| 61   | あすか                    | 1999後        | B   | 奈良/京都                       | 鈴木聡                                   | -                  | 24.4 | 竹内結子                                          | 宮本文昭 （オーボエ）                                                 |
| 62   | 私の青空                  | 2000前        | A   | 青森/東京                       | 内館牧子                                 | -                  | 24.1 | 田畑智子                                          | -                                                                     |
| 63   | オードリー                | 2000後        | B   | 京都/熊本                       | 大石静                                   | -                  | 20.5 | 岡本綾*                                           | 倉木麻衣                                                              |
| 64   | ちゅらさん                | 2001前        | A   | 沖縄/東京                       | 岡田惠和                                 | -                  | 22.2 | 国仲涼子                                          | Kiroro                                                                |
| 65   | ほんまもん                | 2001後        | B   | 和歌山/大阪/京都                | 西荻弓絵                                 | -                  | 22.6 | 池脇千鶴                                          | 千住真理子 （バイオリン）                                             |
| 66   | さくら                    | 2002前        | A   | ハワイ/岐阜/東京                | 田渕久美子                               | -                  | 23.3 | 高野志穂                                          | 須川展也 （クラシックサックス） マーティン・テイラー （ジャズギター） |
| 67   | まんてん                  | 2002後        | B   | 鹿児島/大阪                     | マキノノゾミ                             | -                  | 20.7 | 宮地真緒                                          | 元ちとせ                                                              |
| 68   | こころ                    | 2003前        | A   | 東京/新潟                       | 青柳祐美子                               | -                  | 21.3 | 中越典子                                          | 熊木杏里                                                              |
| 69   | てるてる家族              | 2003後        | B   | 大阪/長崎                       | 大森寿美男（なかにし礼）                 | 石田ゆり           | 18.9 | 石原さとみ*                                       | RYTHEM                                                                |
| 70   | 天花                      | 2004前        | A   | 宮城/東京                       | 竹山洋                                   | -                  | 16.2 | 藤澤恵麻                                          | MISIA                                                                 |
| 71   | わかば                    | 2004後        | B   | 兵庫/宮崎                       | 尾西兼一                                 | -                  | 17.0 | 原田夏希                                          | 福山雅治                                                              |
| 72   | ファイト                  | 2005前        | A   | 群馬/東京                       | 橋部敦子                                 | -                  | 16.7 | 本仮屋ユイカ                                      | 榊原大 （ピアノ）                                                     |
| 73   | 風のハルカ                | 2005後        | B   | 大分/大阪                       | 大森美香                                 | -                  | 17.5 | 村川絵梨                                          | 森山直太朗                                                            |
| 74   | 純情きらり                | 2006前        | A   | 愛知/東京                       | 浅野妙子（津島佑子※）                    | -                  | 19.4 | 宮﨑あおい                                        | 長谷川陽子 （チェロ）                                                 |
| 75   | 芋たこなんきん            | 2006後        | B   | 大阪                            | 長川千佳子（田辺聖子※）                  | 田辺聖子           | 16.8 | 藤山直美                                          | Fayray                                                                |
| 76   | どんど晴れ                | 2007前        | A   | 岩手/神奈川                     | 小松江里子                               | -                  | 19.4 | 比嘉愛未                                          | 小田和正                                                              |
| 77   | ちりとてちん              | 2007後        | B   | 福井/大阪                       | 藤本有紀                                 | -                  | 15.9 | 貫地谷しほり                                      | 松下奈緒 （ピアノ）                                                   |
| 78   | 瞳                        | 2008前        | A   | 東京                            | 鈴木聡                                   | -                  | 15.2 | 榮倉奈々                                          | 中川英二郎 （トロンボーン）                                           |
| 79   | だんだん                  | 2008後        | B   | 島根/京都                       | 森脇京子                                 | -                  | 16.2 | 三倉茉奈 三倉佳奈                                 | 竹内まりや                                                            |
| 80   | つばさ                    | 2009前        | A   | 埼玉                            | 戸田山雅司                               | -                  | 13.8 | 多部未華子                                        | アンジェラ・アキ                                                      |
| 81   | ウェルかめ                | 2009後        | B   | 徳島/東京                       | 相良敦子                                 | -                  | 13.5 | 倉科カナ                                          | aiko                                                                  |
| 82   | ゲゲゲの女房              | 2010前        | A   | 島根/東京                       | 山本むつみ（武良布枝※）                  | 武良布枝           | 18.6 | 松下奈緒                                          | いきものがかり                                                        |
| 83   | てっぱん                  | 2010後        | B   | 広島/大阪                       | 寺田敏雄/今井雅子/関えり香               | -                  | 17.2 | 瀧本美織                                          | 葉加瀬太郎 （バイオリン）                                             |
| 84   | おひさま                  | 2011前        | A   | 長野                            | 岡田惠和                                 | -                  | 18.8 | 井上真央                                          | 平原綾香                                                              |
| 85   | カーネーション            | 2011後        | B   | 大阪                            | 渡辺あや                                 | 小篠綾子           | 19.1 | 尾野真千子* →夏木マリ*                            | 椎名林檎                                                              |
| 86   | 梅ちゃん先生              | 2012前        | A   | 東京                            | 尾崎将也                                 | -                  | 20.7 | 堀北真希                                          | SMAP                                                                  |
| 87   | 純と愛                    | 2012後        | B   | 沖縄/大阪                       | 遊川和彦                                 | -                  | 17.1 | 夏菜*                                             | HY                                                                    |
| 88   | あまちゃん                | 2013前        | A   | 岩手/東京                       | 宮藤官九郎                               | -                  | 20.6 | 能年玲奈*                                         | あまちゃん スペシャルビッグバンド                                     |
| 89   | ごちそうさん              | 2013後        | B   | 東京/大阪                       | 森下佳子                                 | -                  | 22.3 | 杏                                                | ゆず                                                                  |
| 90   | 花子とアン                | 2014前        | A   | 山梨/東京                       | 中園ミホ（村岡恵理※）                    | 村岡花子           | 22.6 | 吉高由里子                                        | 絢香                                                                  |
| 91   | マッサン                  | 2014後        | B   | 大阪/北海道/広島 スコットランド | 羽原大介                                 | 竹鶴政孝・リタ夫妻 | 21.1 | 玉山鉄二（男性） シャーロット・ケイト・フォックス | 中島みゆき                                                            |
| 92   | まれ                      | 2015前        | A   | 石川/神奈川                     | 篠﨑絵里子                               | -                  | 19.4 | 土屋太鳳                                          | 土屋太鳳 ほか                                                         |
| 93   | あさが来た                | 2015後        | B   | 京都/大阪/福岡                  | 大森美香（古川智映子※）                  | 広岡浅子           | 23.5 | 波瑠                                              | AKB48                                                                 |
| 94   | とと姉ちゃん              | 2016前        | A   | 静岡/東京                       | 西田征史                                 | 大橋鎭子           | 22.8 | 高畑充希                                          | 宇多田ヒカル                                                          |
| 95   | べっぴんさん              | 2016後        | B   | 兵庫/大阪/滋賀                  | 渡辺千穂                                 | 坂野惇子           | 20.3 | 芳根京子                                          | Mr.Children                                                           |
| 96   | ひよっこ                  | 2017前        | A   | 茨城/東京                       | 岡田惠和                                 | -                  | 20.4 | 有村架純*                                         | 桑田佳祐                                                              |
| 97   | わろてんか                | 2017後        | B   | 京都/大阪                       | 吉田智子                                 | 吉本せい           | 20.1 | 葵わかな                                          | 松たか子                                                              |
| 98   | 半分、青い。              | 2018前        | A   | 岐阜/東京                       | 北川悦吏子                               | -                  | 21.1 | 永野芽郁                                          | 星野源                                                                |
| 99   | まんぷく                  | 2018後        | B   | 大阪                            | 福田靖                                   | 安藤仁子           | 21.4 | 安藤サクラ                                        | DREAMS COME TRUE                                                      |
| 100  | なつぞら                  | 2019前        | A   | 東京/北海道                     | 大森寿美男                               | 奥山玲子           | 21.0 | 広瀬すず                                          | スピッツ                                                              |
| 101  | スカーレット              | 2019後        | B   | 大阪/滋賀                       | 水橋文美江                               | 神山清子           | 19.4 | 戸田恵梨香                                        | Superfly                                                              |
| 102  | エール                    | 2020前        | A   | 福島/愛知/東京                  | 吉田照幸/清水友佳子 嶋田うれ葉（林宏司） | 古関裕而           | 20.1 | 窪田正孝（男性）                                  | GReeeeN                                                               |
| 103  | おちょやん                | 2020後        | B   | 大阪/京都                       | 八津弘幸                                 | 浪花千栄子         | 17.4 | 杉咲花                                            | 秦基博                                                                |
| 104  | おかえりモネ              | 2021前        | A   | 宮城/東京                       | 安達奈緒子                               | -                  | 16.3 | 清原果耶                                          | BUMP OF CHICKEN                                                       |
| 105  | カムカムエヴリバディ      | 2021後        | B   | 岡山/大阪/京都                  | 藤本有紀                                 | -                  | 17.1 | 上白石萌音 深津絵里 川栄李奈                      | AI                                                                    |
| 106  | ちむどんどん              | 2022前        | A   | 沖縄/東京/神奈川                | 羽原大介                                 | -                  | 15.8 | 黒島結菜                                          | 三浦大知                                                              |
| 107  | 舞いあがれ!               | 2022後        | B   | 大阪/長崎/北海道                | 桑原亮子/嶋田うれ葉/佃良太               | -                  | 15.6 | 福原遥                                            | back number                                                           |
| 108  | らんまん                  | 2023前        | A   | 高知/東京                       | 長田育恵                                 | 牧野富太郎         | 16.6 | 神木隆之介（男性）                                | あいみょん                                                            |
| 109  | ブギウギ                  | 2023後        | B   | 香川/大阪/東京                  | 足立紳/櫻井剛                            | 笠置シヅ子         | 15.9 | 趣里                                              | 中納良恵 さかいゆう 趣里                                              |
| 110  | 虎に翼                    | 2024前        | A   | 東京/神奈川/新潟                | 吉田恵里香                               | 三淵嘉子           | 16.8 | 伊藤沙莉                                          | 米津玄師                                                              |
| 111  | おむすび                  | 2024後        | B   | 福岡/大阪/兵庫                  | 根本ノンジ                               | -                  | 13.1 | 橋本環奈                                          | B'z                                                                   |
| 112  | あんぱん                  | 2025前        | A   | 高知/東京                       | 中園ミホ                                 | 小松暢             |      | 今田美桜                                          | RADWIMPS                                                              |
| 113  | ばけばけ                  | 2025後        | B   | 島根                            | ふじきみつ彦                             | 小泉セツ           |      | 髙石あかり                                        | ハンバート ハンバート                                                 |
| 114  | 風、薫る                  | 2026前        | A   |                                 | 吉澤智子（田中ひかる※）                  | 大関和 鈴木雅      |      | 見上愛 上坂樹里                                   |                                                                       |
| 115  | ブラッサム                | 2026後        | B   |                                 | 櫻井剛                                   | 宇野千代           |      | 石橋静河                                          |                                                                       |

## 歴史
元々は戦後、毎朝ラジオにて生放送で小説が朗読されており、この枠名が「連続ラジオ小説」であった。この枠が小説の朗読からラジオドラマに変更された。
さらにテレビ放送開始に伴い、この枠がテレビドラマに変更された。この経緯から「連続テレビ小説」という枠名になっている。ラジオドラマの名残から、初期のものは台詞よりも「語り」が多用された。その後、全作品で「語り」が置かれている（「語り」については連続テレビ小説作品一覧を参照）。
ドラマとしての原典・雛形は十朱幸代や岩下志麻らを輩出したNHKの帯ドラマ『バス通り裏』（1958年 - 1963年、月 - 金曜の19時15分 - 19時30分）が挙げられる。
1961年度に初作『娘と私』が放送を開始した。本作の放送は月 - 金曜の8時40分 - 9時。次作『あしたの風』から月 - 土曜の8時15分 - 8時30分に48年間固定された（#放送日時の推移（総合）を参照）。
放送は、4月から翌年3月までの1年間と長丁場であったため、出演者を拘束する期間が長く、その撮影も初期の2インチVTRでは編集が困難であったため、1回15分を全て連続撮影し失敗すると初めから撮り直しする、撮って出しにほぼ類似したスタイルなど負担が大きかった。特に毎年の主演女優は必ずといってよいほど途中で体調を崩していた。さらに『鳩子の海』（1974年度）では脚本家の林秀彦が極端な遅筆で撮影に支障を来した。
これがきっかけとなり、次作『水色の時』から半年毎に1作となる。さらに前期（4月 - 9月）を東京制作、後期（10月 - 3月）を大阪制作とすることで、余裕をもって制作に取り組めるようになった。
以降、NHK開局周年記念作などの1年作品以外は、東京・大阪の交互制作の体制が維持されている。21世紀になってからは平均視聴率が著しく低下したが、放送時間を15分繰り上げた『ゲゲゲの女房』（2010年度前期）からは視聴率は復調傾向にある。
『エール』（2020年度前期）から4K制作となる。また、NHKが推進する「働き方改革」による制作現場の負担軽減を背景に、4K制作に伴う制作時間および制作費の増大への対策として週5回放送の検討が進められ、2019年7月24日の定例会見で、木田幸紀放送総局長が正式決定を発表した。

### 変遷
| 年度   | 作品名               | 備考 |
| ------ | -------------------- | --- |
| 1961   | 娘と私               | 今作のみ20分番組（後述）。 |
| 1962   | あしたの風           | 15分番組となった（後述）。 |
| 1964   | うず潮               | 朝ドラ初の大阪制作作品。 |
| 1965   | たまゆら             | シリーズ初の書き下ろし作品。 |
| 1968   | あしたこそ           | カラー放送開始。 |
| 1975前 | 水色の時             | 本作から原則「半年毎に1作」となった。 |
| 1983   | おしん               | 後半から字幕放送の試験放送を開始。 視聴率（ビデオリサーチ調べ、関東地区・世帯）が平均52.6%、最高62.9%を記録。 |
| 1984前 | ロマンス             | 初の歌詞入りのオープニング曲。第36回から衛星放送開始。 |
| 1985前 | 澪つくし             | 字幕放送本放送開始。 |
| 1990前 | 凛凛と               | 副音声解説開始。 |
| 2000前 | 私の青空             | 朝ドラ初、続編が制作された作品 |
| 2002前 | さくら               | 全編ハイビジョン撮影になり、エンディング5秒にミニコーナーを設置。 |
| 2007前 | どんど晴れ           | データ放送開始。 |
| 2009前 | つばさ               | 今作（埼玉県）をもって、全47都道府県が舞台地に。 |
| 2010前 | ゲゲゲの女房         | アナログ放送では完全デジタル放送化を踏まえてレターボックス形式に。本作から本放送が15分繰り上げになり8時 - 8時15分の放送になった。 朝ドラ初、主題歌が選抜高等学校野球大会入場行進曲に選ばれた。 |
| 2011前 | おひさま             | 「第16週 女たちの時間」までアナログ放送でも放送された。 2種類のダイジェスト版枠（20分版と5分版）を日曜日に設置。 |
| 2011後 | カーネーション       | 全編、高精細プログレッシブカメラを使用した24fpsのシネライクガンマ処理による収録方式を試験的に導入（2014年度前期の『花子とアン』からこの収録方式を正式に採用）。 最終回当日に東北3県のアナログ放送終了（午前の初回放送のみ）。これにより全国的にデジタル放送に一本化。                                        |
| 2013後 | ごちそうさん         | ハイブリッドキャスト開始。 |
| 2014後 | マッサン             | 在日外国人（イギリス人）が初めてヒロインとなった。 |
| 2015前 | まれ                 | 収録方式が、テープ収録からデジタルファイル収録に変更。 |
| 2015後 | あさが来た           | 初の幕末を舞台としたドラマ。 |
| 2018前 | 半分、青い。         | 初の聴覚障害者を主人公とする作品。 |
| 2018後 | まんぷく             | 全編、シネライクガンマに加え、VFXを試験的に導入。 |
| 2019前 | なつぞら             | 通算100作目。1961年の第1作『娘と私』から59年目で達成。 |
| 2019後 | スカーレット         | 2020年3月2日の「第22週 いとおしい時間」からNHKプラスで同時ネット配信を開始。 |
| 2020前 | エール               | 新型コロナウイルスの感染拡大に伴う緊急事態宣言の発令による一時的な制作休止により、第13週（6月26日）を最後に中断。第14週（9月14日）から再開し、最終回は11月27日（24週）。 初の4K制作。今作から月 - 金曜の週5回15分放送。ダイジェスト版の初回放送は、従前の土曜本編放送枠に移動のうえ15分に縮小（5分版廃止）。 |
| 2021後 | カムカムエヴリバディ | 初めて、祖母・娘・孫と3人のヒロインが交代する作品。 |
| 2022前 | ちむどんどん         | 衛星波（BSプレミアム・BS4K）におけるその日の本編の再放送ならびに土曜放送分のダイジェスト版の放送を廃止。衛星波のダイジェスト版再放送を、地上波（総合）の月曜4時45分 - 5時に放送。 |
| 2024後 | おむすび             | 連動データ放送が、当作品で最後となった。 |
| 2025後 | ばけばけ             | 在日外国人（外国人英語教師役）がヒロインの夫として登場。 |

## 番組内容

### タイトル
『おはなはん』（1966年度）以降、「ん」がタイトルに含まれる作品は文字通り「運」がついて高視聴率になるともされることから、「ん」がタイトルに含まれる作品が全体の5割を超えた時期もあった。同様にこの作品から、タイトルが主人公の名前・呼び名そのもの、またはそれらがタイトルに入ることが多くなった。
2024年度後期から、平仮名4文字のタイトルが3作品続く。

### 傾向
NHKドラマ番組部の遠藤理史部長によると、ヒロイン像は3つに分けられるという。『おはなはん』（1966年度）から『おしん』（1983年度）までは「縛られた場所から出るヒロインの時代」、『はね駒』（1986年度前期）、『ひらり』（1992年度後期）、『ひまわり』（1996年度前期）、『天うらら』（1998年度前期）など「女性が進出しきっていない職種で頑張るヒロインの時代」、『ちゅらさん』（2001年度前期）からは「女性の自己実現」がテーマになっている。
朝ドラのプロデューサー歴もある小林由紀子は2009年の時点で、『鳩子の海』（1974年度）以前、『水色の時』（1975年度前期）以降、『青春家族』（1989年度前期）以降、『私の青空』（2000年度前期） 以降と、4区分している。
ほぼ全作品がフィクションである。実在の人物で実名であっても「モデル」や「モチーフ」として描かれている。『うず潮』（1964年度）、『おていちゃん』（1978年度前期）など、原作者や原案者の自伝的な作品や、『おはなはん』（1966年度）、『マー姉ちゃん』（1979年度前期）など、原作者・原案者の親族を主人公にした作品などがある。
2018年4月2日から『あさイチ』のMCに就任したうちの1人である博多華丸は、同年度前期『半分、青い。』の内容に関し「朝ドラは木曜日に事が動くことが多い」と着目して「ムービングサーズデイ」と同年5月24日に表現した。勝田夏子プロデューサーも、週の最初にピークがあり、真ん中でステージが突然変わる、と分析している。その後、『エール』から朝ドラが平日のみになった際、『あさイチ』内で視聴者から華丸に寄せられた「『半分、青い。』の頃からストーリーが動くのは木曜日だったが、放送が週5回になったらどうなるのか?」とのメールに、華丸は「木曜動いて金曜解決じゃないですか」と答えている。

### 時代設定
ほとんどの作品は明治中期以降（1880年代以降）が舞台であり、主人公も明治中期以降生まれの人物として描かれている。『あさが来た』『らんまん』の両作品は江戸時代および明治初期の描写が存在した。明治中期以降に生まれた人物を主人公にした作品は時代が多岐にわたっている。『ふたりっ子』（1996年度前期）、『まんてん』（2002年度後期）、『だんだん』（2008年度後期）、『おかえりモネ』（2021年度前期）、『カムカムエヴリバディ』（2021年度後期）、『ちむどんどん』（2022年度前期）、『舞いあがれ!』（2022年度後期）はドラマ終盤に放送当時よりも未来の時代設定が描かれた。

### 舞台地
80作目『つばさ』（2009年度前期）が埼玉県を舞台地としたことにより、47の都道府県が全て『連続テレビ小説』の舞台地となった。
撮影が行われたロケ地には多くの観光客が訪れることがあり、経済効果と地域振興を狙ってのドラマの誘致もある。2012年には「朝ドラ舞台地ネットワーク連絡会議」が発足した。
一部分の舞台地を日本以外として設定した作品は、『凛凛と』（1990年度前期）（パリ・ロンドン）、『さくら』（2002年度前期）（ハワイ）、『マッサン』（2014年度後期）（スコットランド〈設定上。撮影地は北海道〉）などがある。

### 固有名詞の扱い
『雲のじゅうたん』（1976年度前期）や『ふたりっ子』（1996年度後期）、『カムカムエヴリバディ』（2021年度後期）など、現代劇では存命著名人自身が、本人役で出演することがある。それ以外では、セリフの中にのみ出てくる人物は実名としている場合もある（登場人物名については傾向も参照）。
作品内に出てくる商品名についても多くは同様に捩っていたが、『おむすび』（2024年度後期）では実在の漫画誌複数が小道具としてそのまま用いられ、「美少女戦士セーラームーン」も登場した（『半分、青い。』の「マグマ大使」と同じく資料提供）。
NHK自体が舞台として登場する作品としては、東京放送局のアナウンサーであった『本日も晴天なり』（1981年度後期）のほか、『花子とアン』（2014年度前期）、『エール』（2020年度前期）、『おちょやん』（2020年度後期）、『カムカムエヴリバディ』（2021年度後期）などがある。また、『おはなはん』、『カーネーション』、『カムカムエヴリバディ』、『おむすび』など、朝ドラ自体を登場人物が観るメタフィクション的な展開もある。小道具を含むクロスオーバーも見られる（その他の配役も参照）。大河ドラマやNHK紅白歌合戦のほか民放時代劇の映像も使われ、実在の映画会社名・俳優名がセリフ上で頻出したのは『オードリー』（2000年度後期）だった。
『かりん』（1993年度後期）、『オードリー』（2000年度後期）など、私大名では早慶は登場することがあるが、西北大学とされた例もある。特に大阪制作の朝ドラ（現代劇）では、日本野球機構（NPB）の在阪球団名が使用されている。
市町村名などを架空の地名にするケースもある。

### 配役
主役をはじめ主要な配役は発表と共に記者会見が行われ、芸能ニュースなどで報道される。
番組スタートから数週間は子役が主人公の幼少時代を演じる物語が展開されるものが多いが、『あまちゃん』（2013年度前期）、『ひよっこ』（2017年度前期）、『おかえりモネ』（2021年度前期）、『虎に翼』（2024年度前期）などのように、子役は回想などで登場する程度で、番組が始まる段階からヒロインの成長した大人の姿から始まるものもある。
なお、朝ドラの裏番組のレギュラー出演者が出演する場合、裏被り回避のため当該作品の放送期間中のみ裏番組を一時降板する、もしくは放送時間帯（朝は8時 - 8時15分、昼は12時45分 - 13時）のみ当該出演者を出演させない措置が取られることがある。

#### 主演
ほとんどの作品では、「ヒロイン」という言葉は「主演」と同義語として使われることが多い。
丁寧な役作りやリハーサルなどにより、俳優としての演技力を培えるため「ヒット女優の養成所」として本枠を位置付けることもある。民放の連続ドラマに比べ、厳しい撮影が長期間続く特徴もある。
ヒロインを務めた若手俳優は純潔・清潔・爽快な印象が強くなるため、その後の役割が狭まるとも言われる。紺野美沙子や星野知子らも自著やインタビューの中で、ヒロインのイメージと自己とのギャップに悩んだり女優活動にも少なからず影響があったと述べた。
また、『いちばん星』（1977年度前期）では高瀬春奈から五大路子へ、『春よ、来い』（1994年）では安田成美から中田喜子へ、それぞれ主演を引き継いだが、いずれも体調不良を理由とする途中降板であった。
『和っこの金メダル』（1989年度後期）では、市川紀子（後に市川翔子に改名）の民社党広報ポスターモデル契約がヒロイン内定後に判明し、放送法第4条（政治的公平の原則）に抵触するため取り消され、再オーディションの結果、渡辺梓が選ばれた。
クランクアップ後の主演俳優と次作品の主演俳優どうしのバトンタッチセレモニーで、2016年の『とと姉ちゃん』から『べっぴんさん』へのバトンタッチセレモニーの際には、同年開催のリオデジャネイロオリンピックの男子陸上400mリレーにおいて銀メダルを獲得したことから、初めて本物のバトンを用いたイベントが行われ、次作品からもバトンを用いて引継ぎ式が行われた。また、2021年の『おかえりモネ』→『カムカムエヴリバディ』へのバトンタッチセレモニーは初代ヒロインの上白石萌音が担当したが、翌年の『カムカムエヴリバディ』→『ちむどんどん』へのバトンタッチセレモニーは上白石ではなく、三代目ヒロインの川栄李奈が担当した。

#### 主演者選考の変化
『おはなはん』（1966年度）以来、ほとんどがオーディションで選ばれた。「朝ドラ主演は人気スター俳優への登竜門」と言われ、合格者のキャリアに応じて「新人発掘の場」「ステップアップの機会」としての性格もある。
実績が乏しく知名度が比較的低かった女優が主演に起用される事例もあった。例えば沢口靖子は、1984年に芸能界入りし『澪つくし』（1985年度前期）で主演した。田中美里は、1996年に芸能界入りし『あぐり』（1997年度後期）に起用されたりと芸能界入りしてわずか1年程度の新人や、『さくら』（2002年度前期）の高野志穂、『天花』（2004年度前期）の藤澤恵麻などは、演技経験なし、または乏しい状態で、主演に抜擢された。
一方で『ふたりっ子』（1996年度後期）に主演の岩崎ひろみは、幼少期から子役として数多くの作品に出演し、『走らんか!』（1995年度後期）にも出演した。
平成以降でも『青春家族』（1989年度前期）のいしだあゆみ、『京、ふたり』（1990年度後期）の山本陽子、『おんなは度胸』（1992年度前期）の泉ピン子、『春よ、来い』（1994年）の安田成美、中田喜子のようなベテランが主演に起用された事例もある。
朝ドラ主演以前から、複数の民放ドラマ、映画で主演経験があり、複数社のテレビCMに出演した映画や民放ドラマで既に主演実績のある女優が、オーディションを経ずに、主演に起用される事例もある。2011年の日刊スポーツ記事では「もはやNHK朝ドラは新人女優の登竜門という意味合いだけでなく、人気女優の主演によるヒット作が大命題になりつつある」と報じられている。
30歳を過ぎて主演に起用される事例もある。『芋たこなんきん』（2006年度後期）主演の藤山直美（『心はいつもラムネ色』ほか5作）は、朝ドラ放送開始時で満48歳、芸歴42年の大ベテランであった。『カーネーション』（2011年度後期）の尾野真千子は、朝ドラ放送開始時には満30歳、芸歴14年目で、大河ドラマ『義経』（2005年）、朝ドラ『芋たこなんきん』（2006年度後期）などにも出演した。『まんぷく』（2018年度後期）の安藤サクラは、朝ドラ放送開始時は満32歳、芸歴11年目であった。『スカーレット』（2019年度後期）の戸田恵梨香は、朝ドラ開始時には満31歳、芸歴19年で、かつては朝ドラで子役を務めた。『カムカムエヴリバディ』（2021年度後期）の深津絵里（朝ドラ出演歴なし）は、朝ドラ放送開始時は満48歳、芸歴33年であった。

#### 助演（脇役）として出演後、主演となる例
| 出演者     | 助演 | 主演                                     |
| ---------- | --- | ---------------------------------------- |
| 岩崎ひろみ | 『走らんか!』（1995年度後期） | 『ふたりっ子』（1996年度後期）           |
| 藤山直美   | 『心はいつもラムネ色』（1984年度後期） 『純ちゃんの応援歌』（1988年度後期） 『おんなは度胸』（1992年度前期） 『ふたりっ子』（1996年度後期） 『オードリー』（2000年度後期） | 『芋たこなんきん』（2006年度後期）       |
| 土屋太鳳   | 『おひさま』（2011年度前期） 『花子とアン』（2014年度前期） | 『まれ』（2015年度前期）                 |
| 高畑充希   | 『ごちそうさん』（2013年度後期） | 『とと姉ちゃん』（2016年度前期）         |
| 芳根京子   | 『花子とアン』（2014年度前期） | 『べっぴんさん』（2016年度後期）         |
| 有村架純   | 『あまちゃん』（2013年度前期） | 『ひよっこ』（2017年度前期）             |
| 安藤サクラ | 『おひさま』（2011年度前期） | 『まんぷく』（2018年後期）               |
| 戸田恵梨香 | 『オードリー』（2000年度後期） | 『スカーレット』（2019年度後期）         |
| 窪田正孝   | 『ゲゲゲの女房』（2010年度前期） 『花子とアン』（2014年度前期） | 『エール』（2020年度前期）               |
| 杉咲花     | 『とと姉ちゃん』（2016年度前期） | 『おちょやん』（2020年度後期）           |
| 清原果耶   | 『あさが来た』（2015年度後期） 『なつぞら』（2019年度前期） | 『おかえりモネ』（2021年度前期）         |
| 川栄李奈   | 『とと姉ちゃん』（2016年度前期） | 『カムカムエヴリバディ』（2021年度後期） |
| 黒島結菜   | 『マッサン』（2014年度後期） 『スカーレット』（2019年度後期） | 『ちむどんどん』（2022年度前期）         |
| 神木隆之介 | 『どんど晴れ』（2007年度前期） | 『らんまん』（2023年度前期）             |
| 趣里       | 『とと姉ちゃん』（2016年度前期） | 『ブギウギ』（2023年度後期）             |
| 伊藤沙莉   | 『ひよっこ』（2017年度前期） | 『虎に翼』（2024年度前期）               |
| 今田美桜   | 『おかえりモネ』（2021年度前期） | 『あんぱん』（2025年度前期）             |
| 石橋静河   | 『半分、青い。』（2018年度前期） | 『ブラッサム』（2026年度後期）           |

#### ダブル主演の例
- 『青春家族』（1989年度前期）、『京、ふたり』（1990年度後期）は母娘の、『おんなは度胸』（1992年度前期）は義母娘の、『ふたりっ子』（1996年度後期）、『だんだん』（2008年度後期）は双子のダブルヒロイン。
- 『カムカムエヴリバディ』（2021年度後期）は祖母・母・娘の3世代ヒロイン。
- 『おしん』（1983年度）、『春よ、来い』（1994年）、『すずらん』（1999年度前期）、『カーネーション』（2011年度後期）、『カムカムエヴリバディ』（2021年度後期）では、前（中）後半で別の俳優がヒロインを演じた[55][注 24]。
- 『旅路』（1967年度）、『マッサン』（2014年度後期）は夫婦のダブル主演。
- 『風、薫る』（2026年度前期〈予定〉）は、初めて血縁関係のない女性2人がヒロインとなる。

#### その他の配役
本業は俳優でないタレント（お笑いタレントや歌手、また舞台となった自治体で活躍するローカルタレントなど）・文化人・スポーツ選手の出演もある。特に大阪制作の作品では、関西の劇団、上方落語界、漫才・喜劇界からの起用、東京制作の作品ではフリーアナウンサーの起用も見られる。
出演者が別作品で同じ役を演じるケースは、菊地凛子が『ブギウギ』（2023年度後期）と『虎に翼』（2024年度前期）で演じた茨田りつ子などがある。朝ドラと大河をまたいで同じ役を演じたケースは、『あさが来た』（2015年度後期）で山本耕史が『新選組!』で演じた土方歳三と、ディーン・フジオカが『青天を衝け』で演じた五代友厚などがある。
主役オーディション最終選考で次点の候補者は、ヒロインの友人役・姉妹役・娘役などに配されることがある。
2011年度以降は、脇役を演じた若手女優が後にブレークする傾向もあり「新・女優登竜門」とも称される。このほか、若手女優と同様にヒロインの相手役などの脇役を演じた男性俳優のブレークも見られる。

## 放送日時

### 放送日時の推移（総合）
| 期間                                    | 期間                                    | 期間                                    | 曜日    | 本放送      | 再放送        |
| --------------------------------------- | --------------------------------------- | --------------------------------------- | ------- | ----------- | ------------- |
| 1961年4月3日 - 1962年3月30日 （娘と私） | 1961年4月3日 - 1962年3月30日 （娘と私） | 1961年4月3日 - 1962年3月30日 （娘と私） | 月 - 金 | 8:40 - 9:00 | 13:00 - 13:20 |
| 1962年4月2日 （あしたの風）             | -                                       | 1966年4月2日 （たまゆら）               | 月 - 土 | 8:15 - 8:30 | 12:40 - 12:55 |
| 1966年4月4日 （おはなはん）             | -                                       | 2010年3月27日 （ウェルかめ）            | 月 - 土 | 8:15 - 8:30 | 12:45 - 13:00 |
| 2010年3月29日 （ゲゲゲの女房）          | -                                       | 2020年3月28日 （スカーレット）          | 月 - 土 | 8:00 - 8:15 | 12:45 - 13:00 |
| 2020年3月30日 （エール）                | -                                       |                                         | 月 - 金 | 8:00 - 8:15 | 12:45 - 13:00 |

### 本編の本放送
日本国外（ワールド・プレミアムを除く）での放送時間は、いずれも当該地域の現地時間で示す。（以下同じ）
- 総合、ワールド・プレミアム（日本時間）
  - 月 - 金曜 8時 - 8時15分
- BS、BSプレミアム4K（先行放送）[注 27][注 28]
  - 月 - 金曜 7時30分 - 7時45分[注 29]
- テレビジャパン（ アメリカ合衆国、 カナダ、 プエルトリコ）
  - 日 - 木曜 21時45分 - 22時（東海岸）/18時45分 - 19時（西海岸）/16時45分 - 17時（アメリカ本土[注 30]が夏時間の間は15時45分 - 16時）
- NGN（Nippon Golden Network、ハワイのケーブルテレビ日本語チャンネル）
  - 月 - 金曜 20時15分 - 20時35分（約3か月遅れ、英語の字幕付き。放送前後にCMが入り、放送時間は20分）
- JSTV放送（ヨーロッパ各国）（以下同文、夏時間採用時（アラブ首長国連邦は不採用）は1時間繰り下がる）
  - JSTV1 月 - 金曜 6時 - 6時15分（ イギリス時間）/7時 - 7時15分（中央ヨーロッパ時間）/10時 - 10時15分（ アラブ首長国連邦時間）
  - JSTV2 日 - 木曜 23時 - 23時15分（イギリス時間）/月 - 金曜 0時 - 0時15分（中央ヨーロッパ時間）/月 - 金曜 3時 - 3時15分（アラブ首長国連邦時間）[注 31]

2011年3月までのNHK-BSの3チャンネル時代は、BShiの月 - 土曜 7時30分 - 7時45分とBS2の月 - 土曜 7時45分 - 8時にも放送された。

### 本編の再放送
月 - 金曜は、総合で12時45分 - 13時に再放送している。2019年度までの土曜はBSプレミアムで1週間（6日分）が9時30分 - 11時に再放送されたため、1日3回再放送された。『カムカムエヴリバディ』（2021年度後期）まではBSプレミアムとBS4Kで23時 - 23時15分に再放送された。
- 総合
  - 月 - 金曜 12時45分 - 13時[注 32]
    - 2017年以降、6月23日（沖縄慰霊の日）にあたる場合は、沖縄全戦没者追悼式中継のため、全国的に時間を繰り下げることがある。追悼式の中継が予定より延長されることがある。
    - 選抜高等学校野球大会の決勝戦当日は、おおむね前倒し（12時15分 - 12時30分ごろ）となる（#選抜高等学校野球大会の決勝戦当日を参照）。
    - 夏の高校野球地方大会が中継される地域では、放送時間を移動させることがある。
    - 重大な気象事案や強い地震の発生時などは、放送時間の変更または放送日の移動が行われる。

  - 2018年4月10日から過去の作品（放送日時点の作品ではない）の再放送（アンコール放送）を平日午後に行っている。
- ワールド・プレミアム
  - 月 - 金曜 12時45分 - 13時

#### 過去
- 総合
  - 月 - 金曜 17時15分 - 17時30分（1985年4月8日 - 1986年3月7日）[注 33][68]
- BSプレミアム[注 29]、BS4K
  - 月 - 土曜 18時45分 - 19時（2011年4月4日 - 2012年3月31日）
  - 月 - 土曜 23時 - 23時15分（2012年4月2日 - 2017年4月1日）
  - 月 - 土曜 23時30分 - 23時45分（2017年4月3日 - 2020年3月28日）
  - 月 - 金曜 23時 - 23時15分（2020年3月30日 - 2022年4月8日）
- テレビジャパン
  - 月 - 金曜 10時10分 - 10時25分（東海岸）/7時10分 - 7時25分（西海岸）/5時10分 - 5時25分（アメリカ本土[注 30]が夏時間の間は4時10分 - 4時25分）
- JSTV放送
  - JSTV1 月 - 金曜 13時45分 - 14時、18時45分 - 19時（イギリス時間）/14時45分 - 15時、19時45分 - 20時（中央ヨーロッパ時間）/15時45分 - 16時、20時45分 - 21時（アラブ首長国連邦時間）
  - JSTV2 月 - 金曜 3時45分 - 4時（イギリス時間）/4時45分 - 5時（中央ヨーロッパ時間）/7時45分 - 8時（アラブ首長国連邦時間）[注 31]

#### 2011年3月までのNHK-BSの3チャンネル時代
BS2で、月 - 土曜19時30分 - 19時45分（2007年1月8日から）の当日分の再放送と、土曜9時30分 - 11時の1週間6回分をまとめて再放送（1996年度から）。
- 月 - 金曜は、BS-Hi・7時30分、BS-2・7時45分、総合・8時[注 35]、総合・12時45分（再）、BS-2・19時30分（再）の1日5回の放送。
- 土曜は、BS-2で1週間6回分が再放送された（10時45分の土曜分の再放送が加わる）ため、1日6回の放送。
- 2007年1月（『芋たこなんきん』の途中）から、土曜午前の「週間総集編」や「1週間分まとめて再放送」とは別に19時30分（2011年4月からのNHK-BSの2チャンネル統合以後はBSプレミアムで18時45分、2012年4月からの『梅ちゃん先生』では23時）からの再放送も行われ、BS2→BSプレミアムでは同じ作品が当日2回と土曜午前と合わせて3回放送された。

### 1週間分まとめて再放送
番組表の上でのタイトルは『今週の連続テレビ小説・○○』。
- いずれも土曜日に1週間5回分まとめて放送。
  - BS 8時15分 - 9時30分
  - BSプレミアム4K 10時15分 - 11時30分

※2024年4月6日から、これまでのBS（旧BSプレミアム）・BSプレミアム4K（旧BS4K）同時放送を変更し、それぞれ独自編成に移行した。
このほか、第1・2週目を中心にミッドナイトチャンネル・週末イッキ見ゾーンでキャッチアップ放送が行われる作品もある。

#### 過去
- BSプレミアム[70]
  - 土曜 9時30分 - 11時（1週間6回分まとめて放送。2011年4月9日 - 2020年3月28日）
  - 土曜 9時45分 - 11時（1週間5回分まとめて放送。2020年4月4日 - 6月27日）
  - 土曜 9時45分 - 11時15分（1週間6回分まとめて放送。2020年7月4日 - 9月12日[注 8]）
  - 土曜 9時45分 - 11時（1週間5回分まとめて放送。2020年9月19日 - 2023年4月1日）
  - 土曜 9時25分 - 10時40分（1週間5回分まとめて放送。2023年4月8日 - 2024年3月30日[注 27][注 36]）
- BS4K[70]
  - 土曜 9時45分 - 11時（1週間5回分まとめて放送。2020年4月4日 - 6月27日）
  - 土曜 9時30分 - 11時（1週間6回分まとめて放送。2020年7月4日 - 9月12日[注 8]）
  - 土曜 9時45分 - 11時（1週間5回分まとめて放送。2020年9月19日 - 2023年4月1日）
  - 土曜 9時25分 - 10時40分（1週間5回分まとめて放送。2023年4月8日 - 2024年3月30日[注 27][注 36]）
- JSTV放送
  - JSTV1 土曜 22時40分 - 23時55分（イギリス時間）/23時40分 - 日曜 0時55分（中央ヨーロッパ時間）/日曜 2時40分 - 3時55分（アラブ首長国連邦時間）- 1週間5回分まとめて放送。2020年4月4日（アラブ首長国連邦時間は5日）から。
  - JSTV2 日曜 17時30分 - 19時（イギリス時間）/18時30分 - 20時（中央ヨーロッパ時間）/19時30分 - 21時（アラブ首長国連邦時間）- 1週間6回分まとめて放送。2020年3月28日まで。

### ダイジェスト版
2019年度までは『○○（作品名）一週間 第X週』、2020年度からは『○○（作品名）第X週』。
- 総合
  - 土曜 8時 - 8時15分[注 37]、12時45分 - 13時[注 37]
  - 月曜 4時45分 - 5時[注 38][71]
    - 『NHKとっておきサンデー』内においてのフロート番組であった時期は、毎週日曜、おおむね11時5分前後から。
    - 特別編成により『とっておきサンデー』が休止もしくは短縮の場合[注 39]は、翌日の未明などに単独番組として放送された。
    - 初年度の2011年度は1週間分を23分に編集したダイジェスト版であった[72]。
    - 2012年度からは『明日へ -支えあおう-』の設定により『とっておきサンデー』が縮小されたため、20分に縮小[73]。
    - 2016年度からは、それまでコーナーとして内包していた『とっておきサンデー』の終了に伴い、日曜11時 - 11時20分に単独番組として編成された[74]。この名残で当日中に放送できなかった場合[注 39]は、翌日の未明などに移設することもあった。
    - 2020年度からは15分となり、土曜8時と12時45分、日曜11時の3回になった[75]。
    - 2022年度からはBSプレミアム・BS4Kの土曜ダイジェストの放送枠廃止に伴い、その分を総合の月曜4時45分 - 5時に充てたため、4回になった[71]。
    - 2024年度からは日曜の放送が無くなり、3回になった。
- BSプレミアム・BS4K
  - BSプレミアムとBS4Kでは土曜 7時30分 - 7時45分に放送[注 36]。
  - 『カムカムエヴリバディ』（2021年度後期）の終了をもって土曜ダイジェストの放送枠が廃止。その分を総合の月曜早朝の再放送に充てた。

開始された2012年度は日曜午後、2013年度は土曜深夜などに、不定期で放送された。
- ワールド・プレミアム
  - 土曜 12時45分 - 13時
- テレビジャパン
  - 金曜 21時45分 - 22時（東海岸）/18時45分 - 19時（西海岸）/16時45分 - 17時（アメリカ本土[注 30]が夏時間の間は15時45分 - 16時）
  - 土曜 10時10分 - 10時25分（東海岸）/7時10分 - 7時25分（西海岸）/5時10分 - 5時25分（アメリカ本土[注 30]が夏時間の間は4時10分 - 4時25分）
- NGN
  - 土曜 20時15分 - 20時35分（約3か月遅れ、英語字幕付。放送前後にCMが入り、放送時間は20分）
- JSTV放送
  - JSTV1 土曜 6時 - 6時15分（イギリス時間）/7時 - 7時15分（中央ヨーロッパ時間）/10時 - 10時15分（アラブ首長国連邦時間）
  - JSTV2 金曜 23時 - 23時15分（イギリス時間）/土曜 0時 - 0時15分（中央ヨーロッパ時間）/土曜 3時 - 3時15分（アラブ首長国連邦時間）[注 31]

### 『5分で○○（作品名）』
『スカーレット』（2019年度後期）をもって5分枠ダイジェストは廃止された。
- 総合
  - 終了時は土曜 14時50分 - 14時55分、日曜 5時45分 - 5時50分、17時55分 - 18時（2015年度から）[76]

スポーツ中継や特別番組などにより放送時間が変更となることがあった。
5時45分からの回は月末は『国際放送番組審議会報告』のため休止。また2013年度以降は『5分で（作品名）』の最終週分は放送されず、その回は、次回の朝ドラの予告編を取り上げた『NHKプレマップ』などに差し替えられた。
2012年度までは、おおむね日曜18時40分 - 18時45分。2013年度は日曜5時45分 - 5時50分、月曜0時5分 - 0時10分。
- ワールド・プレミアム
  - 日曜 21時50分 - 21時55分

従来の枠に『NHKスペシャル』の5分版である『Nスペ5min』が編成されたため、2012年度後期から時間帯が変更された。その2012年度前期の18時55分 - 19時枠（2011年度よりも1分繰り下げ）では、前座番組『ザ少年倶楽部』が18時の『NHKニュース』の放送時間拡大や大相撲中継の延長などで開始時刻が遅れた場合は、休止または別時間帯にスライドされることもあった。

### 参考
『NHKとっておきサンデー』内では、おおむね20分版を放送したが、2011年度は5分版を放送したこともあった（『あなたのアンコール』の本編時間が長い場合や特設ニュースが急遽組まれたことなどにより、変更が生じた場合）。ダイジェスト版は解説放送無しであるが字幕放送を使用。
なお『おはなはん』（1966年度）、『旅路』（1967年度）では、1週間の内容を1時間にまとめた特集が放送された。

### アンコール放送
- 太字は大阪制作。
- 総合のアンコール放送は、月 - 金曜の週5回であるため、週6回時代の作品を放送する際には曜日のずれが生じており、放送開始・終了とも番組改編期とずれている。

| 年度   | 本放送               | 再放送             | 再放送               | 再放送                              | 再放送                              | 再放送               | 再放送       |
| 年度   | 本放送               | BS2                | ワールド・プレミアム | BSプレミアム→BS/BS4K→BSプレミアム4K | BSプレミアム→BS/BS4K→BSプレミアム4K | 総合                 | 単独枠       |
| 年度   | 本放送               | BS2                | ワールド・プレミアム | 朝                                  | 夜                                  | 総合                 | 単独枠       |
| ------ | -------------------- | ------------------ | -------------------- | ----------------------------------- | ----------------------------------- | -------------------- | ------------ |
| 1993前 | ええにょぼ           | おはなはん         | おはなはん           | 開局前につきなし                    | 開局前につきなし                    | 放送なし             | 放送なし     |
| 1993後 | かりん               | おしん             | おしん               | 開局前につきなし                    | 開局前につきなし                    | 放送なし             | 放送なし     |
| 1994前 | ぴあの               | おしん             | おしん               | 開局前につきなし                    | 開局前につきなし                    | 放送なし             | 放送なし     |
| 1994後 | 春よ、来い           | 青春家族           | 青春家族             | 開局前につきなし                    | 開局前につきなし                    | 放送なし             | 放送なし     |
| 1995前 | 春よ、来い           | ひらり             | ひらり               | 開局前につきなし                    | 開局前につきなし                    | 放送なし             | 放送なし     |
| 1995後 | 走らんか!            | なっちゃんの写真館 | なっちゃんの写真館   | 開局前につきなし                    | 開局前につきなし                    | 放送なし             | 放送なし     |
| 1996前 | ひまわり             | 純ちゃんの応援歌   | 純ちゃんの応援歌     | 開局前につきなし                    | 開局前につきなし                    | 放送なし             | 放送なし     |
| 1996後 | ふたりっ子           | マー姉ちゃん       | マー姉ちゃん         | 開局前につきなし                    | 開局前につきなし                    | 放送なし             | 放送なし     |
| 1997前 | あぐり               | ハイカラさん       | ハイカラさん         | 開局前につきなし                    | 開局前につきなし                    | 放送なし             | 放送なし     |
| 1997後 | 甘辛しゃん           | ふたりっ子         | ふたりっ子           | 開局前につきなし                    | 開局前につきなし                    | 放送なし             | 放送なし     |
| 1998前 | 天うらら             | おんなは度胸       | おんなは度胸         | 開局前につきなし                    | 開局前につきなし                    | 放送なし             | 放送なし     |
| 1998後 | やんちゃくれ         | ノンちゃんの夢     | ノンちゃんの夢       | 開局前につきなし                    | 開局前につきなし                    | 放送なし             | 放送なし     |
| 1999前 | すずらん             | 本日も晴天なり     | 本日も晴天なり       | 開局前につきなし                    | 開局前につきなし                    | 放送なし             | 放送なし     |
| 1999後 | あすか               | 雲のじゅうたん     | 雲のじゅうたん       | 開局前につきなし                    | 開局前につきなし                    | 放送なし             | 放送なし     |
| 2000前 | 私の青空             | 鮎のうた           | 鮎のうた             | 開局前につきなし                    | 開局前につきなし                    | 放送なし             | 放送なし     |
| 2000後 | オードリー           | はね駒             | はね駒               | 開局前につきなし                    | 開局前につきなし                    | 放送なし             | 放送なし     |
| 2001前 | ちゅらさん           | 虹を織る           | 虹を織る             | 開局前につきなし                    | 開局前につきなし                    | 放送なし             | 放送なし     |
| 2001後 | ほんまもん           | よーいドン         | よーいドン           | 開局前につきなし                    | 開局前につきなし                    | 放送なし             | 放送なし     |
| 2002前 | さくら               | 心はいつもラムネ色 | 心はいつもラムネ色   | 開局前につきなし                    | 開局前につきなし                    | 放送なし             | 放送なし     |
| 2002後 | まんてん             | チョッちゃん       | チョッちゃん         | 開局前につきなし                    | 開局前につきなし                    | 放送なし             | 放送なし     |
| 2003前 | こころ               | ぴあの             | ぴあの               | 開局前につきなし                    | 開局前につきなし                    | 放送なし             | 放送なし     |
| 2003後 | てるてる家族         | ひまわり           | ひまわり             | 開局前につきなし                    | 開局前につきなし                    | 放送なし             | 放送なし     |
| 2004前 | 天花                 | 澪つくし           | 澪つくし             | 開局前につきなし                    | 開局前につきなし                    | 放送なし             | 放送なし     |
| 2004後 | わかば               | ええにょぼ         | ええにょぼ           | 開局前につきなし                    | 開局前につきなし                    | 放送なし             | 放送なし     |
| 2005前 | ファイト             | あすか             | あすか               | 開局前につきなし                    | 開局前につきなし                    | 放送なし             | 放送なし     |
| 2005後 | 風のハルカ           | かりん             | かりん               | 開局前につきなし                    | 開局前につきなし                    | 放送なし             | 放送なし     |
| 2006前 | 純情きらり           | 君の名は           | 君の名は             | 開局前につきなし                    | 開局前につきなし                    | 放送なし             | 放送なし     |
| 2006後 | 芋たこなんきん       | 君の名は           | 君の名は             | 開局前につきなし                    | 開局前につきなし                    | 放送なし             | 放送なし     |
| 2007前 | どんど晴れ           | さくら             | さくら               | 開局前につきなし                    | 開局前につきなし                    | 放送なし             | 放送なし     |
| 2007後 | ちりとてちん         | 都の風             | 都の風               | 開局前につきなし                    | 開局前につきなし                    | 放送なし             | 放送なし     |
| 2008前 | 瞳                   | 放送なし           | 放送なし             | 開局前につきなし                    | 開局前につきなし                    | 放送なし             | 放送なし     |
| 2008後 | だんだん             | 放送なし           | 放送なし             | 開局前につきなし                    | 開局前につきなし                    | 放送なし             | 放送なし     |
| 2009前 | つばさ               | 放送なし           | 放送なし             | 開局前につきなし                    | 開局前につきなし                    | 放送なし             | 放送なし     |
| 2009後 | ウェルかめ           | 放送なし           | 放送なし             | 開局前につきなし                    | 開局前につきなし                    | 放送なし             | 放送なし     |
| 2010前 | ゲゲゲの女房         | 放送なし           | 放送なし             | 開局前につきなし                    | 開局前につきなし                    | 放送なし             | ちりとてちん |
| 2010後 | てっぱん             | 放送なし           | 放送なし             | 開局前につきなし                    | 開局前につきなし                    | 放送なし             | 放送なし     |
| 2011前 | おひさま             | チャンネル廃止     | 放送なし             | 放送なし                            | 放送なし                            | 放送なし             | 放送なし     |
| 2011後 | カーネーション       | チャンネル廃止     | 放送なし             | 放送なし                            | 放送なし                            | 放送なし             | 放送なし     |
| 2012前 | 梅ちゃん先生         | チャンネル廃止     | 放送なし             | ゲゲゲの女房                        | 放送なし                            | 放送なし             | 放送なし     |
| 2012後 | 純と愛               | チャンネル廃止     | 放送なし             | おひさま                            | おひさま                            | 放送なし             | 放送なし     |
| 2012後 | 純と愛               | チャンネル廃止     | 放送なし             | おひさま                            | おひさま                            | 放送なし             | おしん       |
| 2013前 | あまちゃん           | チャンネル廃止     | 放送なし             | 純情きらり                          | てっぱん                            | 放送なし             |              |
| 2013後 | ごちそうさん         | チャンネル廃止     | 放送なし             | ちりとてちん                        | ちゅらさん                          | 放送なし             |              |
| 2014前 | 花子とアン           | チャンネル廃止     | 放送なし             | カーネーション                      | 放送なし                            | 放送なし             | 放送なし     |
| 2014後 | マッサン             | チャンネル廃止     | 放送なし             | 梅ちゃん先生                        | 放送なし                            | 放送なし             | 放送なし     |
| 2015前 | まれ                 | チャンネル廃止     | 放送なし             | あまちゃん                          | 放送なし                            | 放送なし             | 放送なし     |
| 2015後 | あさが来た           | チャンネル廃止     | 放送なし             | どんど晴れ                          | 放送なし                            | 放送なし             | 放送なし     |
| 2016前 | とと姉ちゃん         | チャンネル廃止     | 放送なし             | てるてる家族                        | 放送なし                            | 放送なし             | 放送なし     |
| 2016後 | べっぴんさん         | チャンネル廃止     | 放送なし             | ごちそうさん                        | 放送なし                            | 放送なし             | 放送なし     |
| 2017前 | ひよっこ             | チャンネル廃止     | 放送なし             | こころ                              | 放送なし                            | 放送なし             | 放送なし     |
| 2017後 | わろてんか           | チャンネル廃止     | 放送なし             | 花子とアン                          | 放送なし                            | 放送なし             | 放送なし     |
| 2018前 | 半分、青い。         | チャンネル廃止     | 放送なし             | マッサン                            | 放送なし                            | カーネーション       | 放送なし     |
| 2018後 | まんぷく             | チャンネル廃止     | 放送なし             | べっぴんさん                        | 放送なし                            | あさが来た           | 放送なし     |
| 2019前 | なつぞら             | チャンネル廃止     | 放送なし             | おしん                              | 放送なし                            | ゲゲゲの女房         | 放送なし     |
| 2019後 | スカーレット         | チャンネル廃止     | 放送なし             | おしん                              | 放送なし                            | ひよっこ             | 放送なし     |
| 2020前 | エール               | チャンネル廃止     | 放送なし             | はね駒                              | 放送なし                            | 純情きらり           | 放送なし     |
| 2020後 | おちょやん           | チャンネル廃止     | 放送なし             | 澪つくし                            | 放送なし                            | 花子とアン           | 放送なし     |
| 2021前 | おかえりモネ         | チャンネル廃止     | 放送なし             | あぐり                              | 放送なし                            | 花子とアン           | 放送なし     |
| 2021後 | カムカムエヴリバディ | チャンネル廃止     | 放送なし             | マー姉ちゃん                        | 放送なし                            | 純ちゃんの応援歌     | 放送なし     |
| 2022前 | ちむどんどん         | チャンネル廃止     | 放送なし             | 芋たこなんきん                      | 放送なし                            | ひまわり             | 放送なし     |
| 2022後 | 舞いあがれ!          | チャンネル廃止     | 放送なし             | 本日も晴天なり                      | 放送なし                            | ひらり               | 放送なし     |
| 2023前 | らんまん             | チャンネル廃止     | 放送なし             | あまちゃん                          | 放送なし                            | さくら               | 放送なし     |
| 2023後 | ブギウギ             | チャンネル廃止     | 放送なし             | まんぷく                            | 放送なし                            | さくら               | 放送なし     |
| 2024前 | 虎に翼               | チャンネル廃止     | 放送なし             | オードリー                          | 放送なし                            | ちゅらさん           | 放送なし     |
| 2024後 | おむすび             | チャンネル廃止     | 放送なし             | カーネーション                      | 放送なし                            | カムカムエヴリバディ | 放送なし     |
| 2025前 | あんぱん             | チャンネル廃止     | 放送なし             | チョッちゃん                        | 放送なし                            | とと姉ちゃん         | 放送なし     |
| 2025後 | ばけばけ             | チャンネル廃止     | 放送なし             | どんど晴れ（予定）                  | 放送なし                            | （未定）             | 放送なし     |
| 2026前 | 風、薫る             | チャンネル廃止     | 放送なし             | （未定）                            | 放送なし                            | （未定）             | 放送なし     |

### 総集編・特別編

#### 放送時期
総集編や特別編が放送されることがある。作品によっては複数回放送されることもある。
『ゲゲゲの女房』（2010年度前期）までは、おおむね1回45分を4 - 5回に分けたが『ちゅらさん』（2001年度前期）『どんど晴れ』（2007年前期）は、75分×3回に分けたことがあった。
『てっぱん』（2010年度後期）からは、前後編2部方式で放送期間中の中盤ごろに放送されることがある。さらに改めて前後編の完全版をまとめて放送することもある。
2015年は11月30日に水木しげるが亡くなったことを受け、追悼番組として12月5日、12日、13日に連続テレビ小説『ゲゲゲの女房』の総集編が再放送された。
また、放送開始直前・放送開始後・年末年始などに、番組の見所や放送時点までのあらすじ、出演者インタビュー、収録の舞台裏などを放送することがある。
なお、『エール』（2020年度前期）は第119回でドラマ本編は終了し、第120回（最終回）は特別編として現代のNHKホールで登場人物（劇中で亡くなった人物も含む）が歌を披露するコンサートが行われた。

#### 総集編のソフト化
総集編は『雲のじゅうたん』（1976年度前期）『おしん』（1983年度）など一部で制作された。『ふたりっ子』（1996年度後期）ころからは、ほぼ全作品がNHK（発売元NEP）からビデオソフト（DVD・VHS・Blu-ray）化されている。
このほか『NHK連続テレビ小説 朝のヒロインたち』（発売元アポロン）という『澪つくし』（1985年度前期）までの超ダイジェスト版（全2巻）のVHSソフトもあった。

## 放送休止・変更の事例
終日報道特番が行われている場合でも、総合の本放送と再放送の各15分間は特番を中断して放送することが多い。

### 年末年始
年末年始は、ほとんどが週単位で休止となる。1984年までは、12月29日以降も放送された。
作品によっては、年末の放送最終回を総集編的な内容（主人公の回想など）としたり、劇中でも丁度年をまたぐようような演出がされることがある。

### 広島原爆の日（8月6日）
8月6日は「広島平和記念式典」の中継が8時台に入る場合は7時45分ごろからの繰り上げ放送となることが多い。2021年までは中国地方の5局を除き、8時40分前後からの繰り下げ放送であった。
『NHKアーカイブス』のNHKクロニクル≫過去の番組表によれば、2009年までは放送開始が8時15分（#放送日時の推移（総合）を参照）で通常より後倒しで放送され、1962年『あしたの風』から1966年『おはなはん』までは8時20分、1968年『あしたこそ』から1986年『はね駒』までは8時25分（1971年『繭子ひとり』・1976年『雲のじゅうたん』・1977年『いちばん星』・1981年『まんさくの花』・1985年『澪つくし』は8時30分、1983年『おしん』は8時35分）、1987年『チョッちゃん』から1994年『ぴあの』までは8時30分、1996年『ひまわり』から2015年『まれ』までは8時35分 - 8時39分の間（2011年『おひさま』は8時42分）といずれも繰り下げ放送で、繰り上げ放送となったのは上述の2016年からである。

### 選抜高等学校野球大会の決勝戦当日（3月末 - 4月上旬）
選抜高等学校野球大会の決勝戦当日は、試合開始が12時30分のため、総合の再放送が12時の『NHKニュース』の直後である12時15分からの繰り上げ放送となる（#本編の再放送も参照）。
1985年までは試合開始が13時であったため、12時の『NHKニュース』を15分で終了させ、続く『ひるのプレゼント』（土曜日は別番組）と『連続テレビ小説（再放送）』を5分ずつ繰り上げて放送し、試合開始5分前の12時55分から決勝戦の中継が行われた。また、1961年と1986年 - 1991年は決勝戦の中継が終了した後に放送された。

### 休止および中断

#### 放送日程を週単位で繰り下げ
| 年度   | 作品名   | 備考 |
| ------ | -------- | --- |
| 1983   | おしん   | 主演の過労によりドラマ撮影に支障が生じたため、1983年8月15日から20日まで中断。 その間は、番外編『もうひとりのおしん』を放送。「年末年始特別編成」の直後にも、1月4日から7日まで番外編『わが心のおしん』を放送。 |
| 2010後 | てっぱん | 2011年3月11日に発生した東北地方太平洋沖地震（東日本大震災）および東京電力・福島第一原子力発電所事故に際し、非常報道体制が敷かれたため、3月12日から18日まで中断。以後の日程を1週間ずつ繰り下げた（てっぱん#東日本大震災による放送日程の変更を参照）。 3月19日の放送再開に際して、本放送のオープニング前に瀧本と富司の特別メッセージ（1分間）が流された。 |
| 2020前 | エール   | 新型コロナウイルス感染によりドラマ収録を中断したため、2020年6月29日から9月11日までレギュラー放送を中断。 |

#### 1日に2回分を放送
- 2000年までを挙げた（2001年以降は省略）[70]。
- 特に断りが無い場合は、総合における12時45分 - 13時の再放送。翌日に2回分を放送[注 71]。
- ○=土曜日に2回分を放送。◎=土曜日に3回分を放送。

|   | 本来の 放送日       | 作品名           | 備考 |
| - | ------------------- | ---------------- | --- |
| ○ | 1972年 2月28日      | 繭子ひとり       | あさま山荘事件関連の報道特別番組を放送。29日以降1回ずつ繰り下げ、3月4日に2回分を放送。                                                           |
|   | 1984年 8月13日      | ロマンス         | ロサンゼルスオリンピックの閉会式を中継。翌日に2回分を放送。                                                                                      |
|   | 1985年 8月21日      | 澪つくし         | 第67回全国高等学校野球選手権大会の決勝戦を中継。翌日に2回分を放送。                                                                              |
|   | 1986年 8月21日      | はね駒           | 第68回全国高等学校野球選手権大会の決勝戦を中継。翌日に2回分を放送。                                                                              |
|   | 1987年 3月18日      | 都の風           | 放送中に日向灘を震源とする地震が発生。12:49から緊急警報放送を実施したために中断。翌日に2回分を放送。                                             |
| ○ | 1989年 1月7日       | 純ちゃんの応援歌 | 昭和天皇崩御により終日報道特別番組を放送。9日以降1日ずつ繰り下げ、14日に2回分を放送【全波、朝昼とも】（純ちゃんの応援歌#放送休止・変更も参照）。 |
| ◎ | 1991年1月17日、18日 | 京、ふたり       | 湾岸戦争関連の報道特別番組を放送。19日に3回分を放送。                                                                                            |
| ○ | 1995年 1月17日      | 春よ、来い       | 兵庫県南部地震（阪神・淡路大震災）発生により報道特別番組を放送。18日以降1日ずつ繰り下げ、21日に2回分を放送【全波、朝昼とも】。                   |
|   | 1995年 6月21日      | 春よ、来い       | 全日空857便ハイジャック事件関連の報道特別番組を放送。翌日に2回分を放送。                                                                         |
|   | 1996年 6月13日      | ひまわり         | 福岡空港インドネシア機事故関連の報道特別番組を放送。翌日に2回分を放送。                                                                          |
|   | 1996年 12月23日     | ふたりっ子       | 在ペルー日本大使公邸占拠事件関連の報道特別番組を放送。翌日に2回分を放送。                                                                        |

##### 放送飛ばし事故
2002年9月20日（金曜日）の『さくら』の総合における朝の放送で、誤って翌日の21日（土曜日）分の放送を流してしまい、視聴者から7000件以上の苦情が来た。本来、土曜日に流れるはずの「See You Next Week.」が金曜日に流れて疑問に思った視聴者も多くいた。原因は、放送テープの取り違えであった。なお、BSでは通常どおりに放送された。
NHKは、ニュースと12時44分の特設枠で謝罪放送を行った上で、次のように対応した。
- 20日放送分の本放送を本来の再放送時間帯に臨時枠移動（つまり、12時45分枠は当初予定の内容が放送された）。
- 21日の本来の本放送時間帯に20日の再放送を臨時枠移動。
- 21日の本放送（20日に誤って放送されたものと同じ）を15分繰り下げ。

この結果、21日の朝には2回連続で放送された。

## 日本国外における放送
日本国外においての、当シリーズ放送のきっかけとなったのは、1983年度に1年間かけて放送された『おしん』で、放送終了後の1984年にアメリカ合衆国、オーストラリア、シンガポール、タイ王国の4か国に輸出されたのが始まりとされる。
特に『おしん』の人気は世界的に根強いものがあり「国際交流基金」が発展途上国に向けて日本のテレビ番組の貸し出し供給を行っていることから、2015年12月現在（統計以下同文）では、全世界73か国・地域で放送されており、1985年に放送された中華人民共和国においては、視聴率が90%を超えた地域もあったほか、台湾（中華民国）では通算27回も再放送された事例（2007年7月現在）がある。（当該項参照）
また、これ以外の朝ドラも『カーネーション』（2011年度後期）（31か国）、『すずらん』（1999年度前期）（21か国）、『あまちゃん』（2013年度前期）（11か国）など多くの作品が番組販売供給により輸出されているほか、現在放送されている新作についても、NHK直営の国際テレビ放送であるNHKワールドプレミアムで、放送当日の総合と同時放送が行われているほか、NHKの欧米の現地法人である「JSTV」（欧州）、「テレビジャパン」（北米）を通して、放送当日の総合の放送終了後の時差でほぼリアルタイムで放送されている。

## 国内他局における放送
専門チャンネルにて放送されている。NHKでの放送と違い、字幕や副音声が付加されていないことがある。
- チャンネル銀河
  - 一部作品の放送実績がある。
- ファミリー劇場
  - 一部作品の放送実績がある。
- BS12 トゥエルビ
  - 2020年10月 - 2025年1月。毎週月曜19時から一部作品の1週間分を放送した。

| 期間                           | 作品名         |
| ------------------------------ | -------------- |
| 2020年10月5日 - 2021年3月29日  | ちゅらさん     |
| 2021年4月5日 - 10月4日         | ふたりっ子     |
| 2021年10月25日 - 2022年4月25日 | カーネーション |
| 2022年5月2日 - 10月24日        | マッサン       |
| 2022年11月7日 - 2023年5月22日  | あさが来た     |
| 2023年5月29日 - 12月4日        | 梅ちゃん先生   |
| 2023年12月11日 - 2024年7月1日  | ゲゲゲの女房   |
| 2024年7月8日 - 2025年1月13日   | 花子とアン     |

- BS11 イレブン
  - 2024年4月 - 2025年4月。毎週火曜に一部作品の1週間分を放送した。

| 期間                          | 作品名       | 時間            |
| ----------------------------- | ------------ | --------------- |
| 2024年4月9日 - 10月1日        | なつぞら     | 18時 - 20時     |
| 2024年10月8日 - 2025年4月15日 | 半分、青い。 | 19時 - 20時58分 |

## 番組の構成

### オープニング・テーマソング
各作品とも開始時にクレジットタイトルが表示され、オープニングのテーマソングが流れる。当初は全てインストゥルメンタルであったが、1990年代以降は歌詞入りの楽曲（ポップス系歌手の書き下ろし）が多く採用されるようになる。
初の歌詞入りオープニング・テーマソングは『ロマンス』（1984年度前期）である。また、インストゥルメンタル曲は、『あまちゃん』（2013年度前期）などがある（あまちゃん#オープニング・エンディング）を参照）。月曜日は、スタッフのクレジットタイトルも流れるためテーマ音楽は長めになる。作品によっては、オープニング映像やテーマ音楽の歌詞が途中で変化することもある。
2012年には「朝ドラ50years NHK『連続テレビ小説』放送開始50周年テーマ音楽集」というCDが発売された。作品毎にサントラCDが販売されるようにもなっている。
楽譜も販売されている。
2010年代以降は、朝ドラ（特に大阪放送局制作）の主題歌と歌唱アーティストが『NHK紅白歌合戦』に選出される例もある。
また、選抜高等学校野球大会の入場行進曲として主題歌が選出された例もある。
- 第83回選抜高等学校野球大会（2011年）：『ゲゲゲの女房』（2010年度前期）[156]
- 第95回記念選抜高等学校野球大会（2023年）：『舞いあがれ!』（2022年度後期）[157]
- 第96回選抜高等学校野球大会（2024年）：『らんまん』（2023年度前期）[158]

### サブタイトル
『ひまわり』（1996年度前期）で初めてサブタイトル（2週で1つ）が付いた。

### エンディング・次週予告
『さくら』（2002年度前期）から『おむすび』（2024年度後期）まで、クレジットタイトル（エンディング5秒）にドラマに関連した写真などのショートコーナーが設けられた。『さくら』はアルファベットの各頭文字で始まる単語の紹介で、作品によっては視聴者からの投稿写真やヒロインや舞台地の人物・風景写真、作品の時代設定当時の写真などである。
| 年度   | 作品名               | コーナータイトル                                       | 内 容 |
| ------ | -------------------- | ------------------------------------------------------ | --- |
| 2002前 | さくら               | （なし）                                               | AからZの順に毎週1つ、その文字で始まる英単語を紹介。 |
| 2002後 | まんてん             | （なし）                                               | 舞台の一つ・屋久島などに関連する写真や星や地球の動画を紹介。 |
| 2003前 | こころ               | （なし）                                               | 主に全国の花火大会の映像、浅草および新潟県の老舗店や職人の女性後継者の紹介で、時々登場人物の紹介などがあった。最終回は主人公が笑顔を見せる場面で終了。 |
| 2003後 | てるてる家族         | （なし）                                               | 作品舞台となった大阪府の1950年代 - 1970年代の写真が使われた。 |
| 2004前 | 天花                 | （なし）                                               | それぞれの放送分で印象に残っている登場人物の写真を取り上げた。 |
| 2004後 | わかば               | 緑のある風景                                           | |
| 2005前 | ファイト             | （なし）                                               | 動物とふれあいの絵を西原理恵子が描いたものを取り上げた。 |
| 2005後 | 風のハルカ           | （なし）                                               | 「平成の大合併」前にあった大分県の旧58市町村すべての郷土料理を取り上げた。 「おさかな・海や川のもの」「やさい・山の幸」「ふるさとの煮もの」など10のジャンルに区分。「シャコの浜ゆで」（宇佐市）、「宝泉寺椎茸のステーキ」（九重町）、「じり焼き」（大分市野津原）、「黄飯」（臼杵市）などの料理と共に、それぞれの地域の山や海の写真を配置。大分の写真集としても楽しめる内容。 |
| 2006前 | 純情きらり           | わが街の音楽家                                         | 舞台となる愛知県で音楽活動をしている人たちを紹介。 |
| 2006後 | 芋たこなんきん       | （なし）                                               | 翌日放送分のさわりの部分を取り上げた。 |
| 2007前 | どんど晴れ           | （なし）                                               | 岩手の風景・行事の写真に、座敷童子などのイラストが登場し、子役の声で「どんど晴れ」のタイトルコールが入った。 |
| 2007後 | ちりとてちん         | ただいま修行中!                                        | 物語の舞台である小浜市がある福井県内の職人の師匠とその弟子を一組ずつ取り上げた。その職業は塗箸のような伝統工芸だけではなく農業や料理教室、越前そば打ち職人など多岐。 |
| 2008前 | 瞳                   | ストリートダンス図鑑                                   | このドラマに登場するヒップホップなどのストリートダンスを紹介。 |
| 2008後 | だんだん             | ふたごでバンザイ!                                      | 全国各地の双子の写真を紹介。 |
| 2009前 | つばさ               | 絆(きずな)                                             | 彩の国各地の家族や地域、仕事などさまざまな絆で結ばれた人々を案内。 |
| 2009後 | ウェルかめ           | （なし）                                               | 徳島の美しい外観の写真を紹介。 |
| 2010前 | ゲゲゲの女房         | （なし）                                               | 目玉おやじと武良夫妻ゆかりの地の写真を併せた画像が使われた。 |
| 2010後 | てっぱん             | きょうのピカイチダンサーズ                             | |
| 2011前 | おひさま             | （なし）                                               | これまで長野局のホームページで展開した「撮るしん。撮っておきの信州PHOTOアルバム」に投稿された、視聴者が信州の風景を写した写真が毎日日替わりで使用。 |
| 2011後 | カーネーション       | おしゃれ写真館                                         | 大正から昭和50年代頃（後に平成10年代まで変更）までの女性のファッション写真を日替わりで紹介。 |
| 2012前 | 梅ちゃん先生         | わが町の梅ちゃん先生                                   | 一般公募の現役女性医師の写真で綴った。 |
| 2012後 | 純と愛               | まほうのくに                                           | 一般公募の宿泊施設で働く人々の写真で綴った。 |
| 2013前 | あまちゃん           | まだまだあまちゃんですが                               | 就労してまだ日が浅いが仕事を極めるために積極的に取り組む人たちを、一般公募で寄せられた写真で紹介。 |
| 2013後 | ごちそうさん         | きょうの食いしん坊                                     | 一般公募で寄せられた、おいしいものを食べた瞬間の、いきいきとした表情をとらえた写真を紹介。 |
| 2014前 | 花子とアン           | ベストフレンズ                                         | 一般公募で寄せられた、友情で結ばれた2人組のツーショット写真を紹介。 |
| 2014後 | マッサン             | わたしたち 国際結婚です！                              | 一般公募で寄せられた国際結婚の夫婦の写真を紹介。 |
| 2015前 | まれ                 | （なし）                                               | 日めくりカレンダー形式で市橋織江が撮影したヒロイン土屋太鳳の写真を掲出。日によっては魔女姫人形などヒロイン以外の場合もあり。 |
| 2015後 | あさが来た           | がんばる女性たち                                       | 一般公募に寄せられた、様々な場所でがんばる様々な年代の女性たちの写真を紹介。 |
| 2016前 | とと姉ちゃん         | 昭和 あなたの家族写真                                  | 一般公募で寄せられた、昭和時代の家族写真を紹介。 |
| 2016後 | べっぴんさん         | 私たち、幸せの四つ葉のクローバー                       | 一般公募で寄せられた4人で写った写真を紹介。 |
| 2017前 | ひよっこ             | 昭和とりっぷ                                           | 一般公募で寄せられた1960年代 - 1970年代の写真を紹介。 |
| 2017後 | わろてんか           | みんなのえがお                                         | |
| 2018前 | 半分、青い。         | アイデアしゃしん                                       | 日替わりで、視聴者から送られた、写真に絵を施したアート作品を紹介。 |
| 2018後 | まんぷく             | まんぷくごはん                                         | 視聴者から送られた料理や食事をしている様子を写した幸せな気持ちにさせる写真を紹介。 |
| 2019前 | なつぞら             | なつぞらアニメーション                                 | 視聴者から投稿されたアニメーションを紹介。 |
| 2019後 | スカーレット         | 自信作できました!                                      | 視聴者から送られた手作りのユニークな写真作品を紹介。 |
| 2020前 | エール               | 福をここから 愛をここから 福&愛をここから（第96回 - ） | 視聴者から送られた魅力あふれる写真を紹介。前者は福島県、中者は愛知県、後者は全国を対象とした写真を綴った。 |
| 2020後 | おちょやん           | わたしの晴れ舞台                                       | 発表会、学園祭、結婚式など自分や家族が輝く「晴れ舞台」の写真を、週間総集編を送る土曜を含め各回のエンディングで紹介。 |
| 2021前 | おかえりモネ         | あなたの身近な観天望気                                 | 視聴者から気象現象にまつわるエピソードやことわざと、その写真を募集。 |
| 2021後 | カムカムエヴリバディ | カムカムイングリッシュ                                 | 視聴者から寄せられた日常の風景やモノ、ヒトなどの写真やイラストを基に、英単語や英語フレーズを入れて投稿。 |
| 2022前 | ちむどんどん         | わたしの沖縄                                           | 視聴者から寄せられた沖縄の風土・自然・食べ物・文化などに簡単なコメントを添えて紹介。 |
| 2022後 | 舞いあがれ!          | 空飛ぶ〇〇！                                           | 視聴者から寄せられた写真・イラストを紹介。 |
| 2023前 | らんまん             | らんまん植物図鑑                                       | 視聴者から寄せられた植物イラストを紹介。 |
| 2023後 | ブギウギ             | TODAY'S ブギウギ                                       | 視聴者から寄せられた「東京ブギウギ」の歌詞にあるような「リズムウキウキ 心ズキズキ ワクワク」する瞬間の写真を紹介。 |
| 2024前 | 虎に翼               | わたしの翼                                             | 主人公の寅子のように、夢に向かって夢中になって取り組んでいることや視聴者を強くしてくれる存在など、視聴者にとっての「翼」、心が羽ばたく瞬間の写真を公募し、1篇ずつ紹介。 |
| 2024後 | おむすび             | “栄養”チャージ中!                                      | 視聴者から、幸せを感じたり、力が湧いたりするものすべてを対象にした「あなたの栄養をチャージ」している写真やイラストを公募し、紹介。 |

#### 予告編にナレーションが入った作品
- あぐり（1997年度前期）週替わりで出演者。
- さくら（2002年度前期）第1週と最終週はヒロイン・さくら=高野志穂、その他は週替わりで出演者。
- まんてん（2002年度後期）満天=宮地真緒。
- こころ（2003年度前期）こころ=中越典子、週によって他の出演者。
- てるてる家族（2003年度後期）第8週から冬子=石原さとみ、週タイトルは無し。
- わかば（2004年度後期）若葉=原田夏希。
- 風のハルカ（2005年度後期）2005年末のみハルカ=村川絵梨。
- 純情きらり（2006年度前期）桜子=宮﨑あおい、週によって他の出演者。

### 字幕・副音声解説放送
1985年度から聴覚障害者向けの字幕放送（アナログ放送では文字多重放送チューナーが必要であった）を行っており、主人公は黄色、主人公の次に重要キャラクターは水色、語りは緑、それ以外は白で表示されている。
1990年度からは視覚障害者向けの音声多重放送による解説放送を副音声（デジタル放送の総合、BS、BSプレミアム4Kはステレオ2音声）で行っている。NHKワールド・プレミアム（海外向けテレビ番組配信）では、副音声解説放送は行われていない（通常のモノラル放送となる）。
末期の地上波アナログ放送において、連続ドラマの副音声解説が常時行われていたのは、この朝ドラとEテレの『中学生日記』、民放ではテレビ朝日・朝日放送の『土曜ワイド劇場』のみであった。（過去にはNHKの夜の帯ドラマシリーズ『ドラマ新銀河』でも実施していたほか、視覚障害者が題材となる作品でも解説が入るものがあった）。デジタル放送では朝ドラ以外の連続ドラマ（『大河ドラマ』、『ドラマ10』、『BS時代劇』など）でも解説放送を取り入れている。
2011年から開始された地上波の1週間ダイジェスト（上述の「○○（作品名）1週間」と「5分で○○（作品名）」）においては、解説放送はデジタルを含め実施されていない。

### 音声解説のナレーション
出演者・スタッフとしては表示されないが、副音声（ステレオ2）では「解説は○○です」と自ら名乗っている。
- 初代：関根信昭（1990年度 - 2001年度）
- 2代目：江原正士（2002年度 - 2006年度）
- 3代目：松田佑貴（2007年度 - 2018年度）
- 4代目：山崎健太郎（2019年度 - ）
  - 伊藤ちゆり：『カムカムエヴリバディ』（2021年度後期）女性登場人物が英語で喋るシーンの和訳を副音声解説。

### データ放送
デジタル放送の総合とBSプレミアムでは、番組連動型データ放送のサービスを展開していたが、『おむすび』終了をもってデータ放送も終了した。
データ放送の基本画面（LANケーブルを接続しなくても視聴可能）では、その日の粗筋や出演者・その役柄についての説明など基本情報を収録。さらにNHKデータオンライン（LANケーブルを接続して視聴可能）を利用することによって、出演者インタビューや収録の裏話・トピックスを見ることができる。
さらにNHKネットクラブ会員に登録することによって、ドラマ放送中の時間帯に実施されるスタンプラリーに参加することで、ネットクラブの会員ポイント（1視聴につき1点。1日最大4点）ためることができ、またキャンペーン期間中には作品関連グッズプレゼントへの応募権利が与えられるといったポイントサービスがあったが、2018年9月28日にポイント付与は終了した。

## 視聴率
1963年から1986年までの24年間、関東地区の年間視聴率（ビデオリサーチ社調べ、関東地区・世帯・リアルタイム、特記なき場合は以下略）は全日帯で1位を獲得した。
かつての朝ドラの視聴者層は、本放送は「主婦や高齢者」「時間に余裕のある自営業者」「長期休暇中の学生と家を出る時間が遅い職業人」、再放送は昼休みの休憩時間にあたる視聴者が多いとされた。
1980年代までは平均視聴率40%以上の作品が珍しくなく、まさにNHKの看板番組であった（以下、ビデオリサーチ調べ、関東地区・世帯）。平均視聴率の最高は『おしん』（1983年度）の52.6%である（#歴代作品一覧を参照）。
そうした高視聴率の時代は、戦中と戦後の動乱期・復興期とを描いた作品が多く、実体験をした視聴者から共感を呼んだためとされる。
1980年代後半から2000年代にかけては、生活環境の変化や民放各局ワイドショーの8時開始繰り上げの影響で視聴率が低下傾向にあり、2009年度の2作品は平均視聴率のワースト記録を連続して塗り替えたが、放送開始を8時に繰り上げた2010年度以降は平均視聴率20%前後を維持している。
しかし『おちょやん』（2020年度後期）は『純と愛』（2012年度後期）以来の平均視聴率18％未満を記録。テレビ解説者の木村隆志、フリーライターの木俣冬、2021年NHKの総局長・正籬聡は、録画機器の発達や番組同時配信サービス『NHKプラス』の開設で視聴方法や時間帯が多様化し、平均視聴率を推計するリアルタイム視聴が減少していることを原因として挙げた。
さらに木村は、新型コロナウイルスの流行で番組スタートが12月まで遅れたこと、慌ただしい時期でのNHKのPR不足など不利が重なったこと、スタート時の視聴率の低さをネットニュースなどが連日報じたことが原因と推察した。
『おかえりモネ』（2021年度前期）は、『ウェルかめ』（2009年度後期）以来の平均視聴率が17%未満となったが、『NHKプラス』では2020年のサービス開始以来歴代朝ドラのうち最高視聴回数を記録し、『NHKオンデマンド』でも2021年度に有料配信した全番組で最多視聴数を記録して、ネットによる視聴率が好調である。
『おむすび』（2024年度後期）は、前述の『ウェルかめ』を更新する最低視聴率を記録した。

## 作品の現存状況
1970年代までは、放送用ビデオテープ（2インチVTR）が高価であったため放送後に上書き消去して他の番組に使い回されていた。第9作の『信子とおばあちゃん』（1969年度）は、映像がまったく残っておらず「幻の作品」となっている。
それでも初期の作品で、初回や最終回や総集編は保存されているケースもあり、特に第6作の『おはなはん』（1966年度）と第7作の『旅路』（1967年度）の2作品は、1週間分を1時間に編集した特集版が存在する。NHKにも無い作品が、視聴者の家庭用VTRテープとして発見され、NHKアーカイブスに寄贈されることもある。

## 続編・スピンオフ他関連作品
『私の青空』（2000年度前期）、『ちゅらさん』（2001年度後期）は、ゴールデンタイム枠の「月曜ドラマシリーズ」（『ちゅらさん4』のみ土曜ドラマにて）、『どんど晴れ』（2007年度前期）、『てっぱん』（2010年度後期）、『梅ちゃん先生』（2012年度前期）、『ひよっこ』（2017年度前期）は、特番枠で続編が制作された。
また、特別編（『ちゅらさん・海の日特集 ちゅら海の約束』、『純情きらりスペシャル・桜子と達彦愛の軌跡』『風のハルカ・春の感謝祭スペシャル』、『ちむどんどん・特別編』など）が放送された例もある。
その他『NHK紅白歌合戦』内企画として、特別編が制作されることもある（『澪つくし』、『あまちゃん』、『花子とアン』、『あさが来た』、『ひよっこ』、『エール』など）。

### スピンオフ
- ちりとてちん：「ちりとてちん外伝 まいご3兄弟」
- だんだん：「私の"だんだん"」
- つばさ：「好きと言えなくて」
- ゲゲゲの女房：地デジ普及ドラマ「いちごとせんべい」
- てっぱん：「番外編〜イブ・ラブ・ライブ」
- 純と愛：「富士子のかれいな一日」
- ごちそうさん：スピンオフスペシャル「ごちそうさんっていわしたい!」
- 花子とアン：スピンオフスペシャル「朝市の嫁さん」
- マッサン：スピンオフドラマ 前編「すみれの家出〜かわいい子には旅をさせよ〜」/ 後編「たそがれ好子〜女三人寄れば姦しい〜」
- まれ：また会おうスペシャル 前編「僕と彼女のサマータイムブルース」/ 後編「一子の恋〜洋一郎25年目の決断〜」
- あさが来た：「割れ鍋にとじ蓋」
- とと姉ちゃん：とと姉ちゃんもう一つの物語「福助人形の秘密」
- べっぴんさん：スペシャルドラマ「恋する百貨店」
  - 特別編「忘れられない忘れ物〜ヨーソローの1日〜」
  - スピンオフ ラジオドラマ「たまご焼き同盟」
- わろてんか：「ラブ＆マンザイ〜LOVE and MANZAI〜」
- なつぞら：なつぞらSP 秋の大収穫祭 スピンオフドラマ「とよさんの東京物語」/ スピンオフドラマ「十勝男児、愛を叫ぶ！」
- ちむどんどん：「歌子慕情編」/「賢秀望郷編」

### 舞台化・映画化
本編のストーリーが舞台化：『おしん』（1983年度）、『さくら』（2002年度前期）、『わかば』（2004年度後期）、『だんだん』（2008年度後期）など）、映画化（『おしん』（1983年度）、『すずらん 〜少女萌の物語〜』（1999年度前期）。

### その他関連作品
- 朝ドラ殺人事件
  - 2012年。朝ドラのスタッフを主人公とした単発ドラマ。劇中劇として『ころろ』という架空の朝ドラが登場。
- ヒロイン誕生!朝ドラな女たち
  - BSプレミアム『レギュラー番組への道』の枠内で2022年1月21日と1月28日にパイロット版として放送された[174]。その後「ヒロイン誕生!ドラマチックなオンナたち」に改題し、2022年1月21日放送分は5月21日、1月28日放送分は10月24日[注 82]に総合で再放送され、2022年10月3日から12月26日の月曜23時 - 23時29分に総合でレギュラー放送された[175]。

## 番組宣伝・関連番組

### NHK
一般的な番組宣伝では、ステーションブレイクや、新聞広告、交通広告（鉄道駅構内、電車内中吊り、ラッピング広告）などが挙げられる。
NHK公式サイトでは、2009年度まで「連続テレビ小説」として番組ホームページが一括されていたが、2010年度以降は各作品ごと独自に作られることになった。
次回作発表とヒロイン紹介は、19時台の報道番組（『NHKきょうのニュース』→『NHKニュース』→『NHKニュース7』）で毎作必ず取り上げられる。
クランクアップ（撮影終了）の際には、収録スタジオに吊るされたくす玉を主演が割ったり、出演者がスピーチを行うのがほぼ恒例となっており、この模様はNHKオンラインの「NHK_PR 会見動画」に掲載されるほか、スポーツ新聞（日刊スポーツ、スポーツニッポン）やNHKの広報番組などで紹介されることがよくある。
主要キャストは『スタジオパークからこんにちは』『土スタ』『鶴瓶の家族に乾杯』『バラエティー生活笑百科』など、NHKの各番組にゲスト出演することが多い。
2010年3月29日から平日の本放送直後に生放送されている『あさイチ』では、冒頭で朝ドラを観たMC陣やゲストが感想を述べることがある（あさイチ#朝ドラ受けを参照）。その「プレミアムトーク」に、放送中作品の関連者（出演者・脚本家・主題歌担当歌手など）が出演することも多い。
2010年度の改編以降、1日に1度番組宣伝を行い始めた（それまで番組開始前後にPR番組が放送されていたが「NHKプレマップ」の開始に伴い、随時番組宣伝が行われるようになった）。
2011年4月9日 - 2018年3月24日の土曜日の本放送直後に放送された『週刊ニュース深読み』や、2018年4月2日 - 2020年9月25日の平日の再放送直後に放送された『ごごナマ』や、1966年4月4日から総合の再放送の後座番組となっている13時の『NHKニュース』においても、時折同様の演出（朝ドラ受け・昼ドラ受け）が行われることがある。
2010年3月29日から総合の本放送の前座番組となっている『NHKニュースおはよう日本』のローカル枠（『NHKニュースおはよう日本・関東甲信越』『NHKニュースおはよう関西』など）のエンディングでキャスターが朝ドラの宣伝（朝ドラ送り）を行うことがある。『おはよう日本』公式Twitterでは2019年9月末から、他地域の視聴者を考慮して関東甲信越版などの当該部分動画をアップする日も出てきた。さらに、2020年3月2日からはネット配信のNHKプラスで視聴可能になった。
2020年9月28日から平日の総合の再放送直後の『NHKニュース』を挟んで放送されている『列島ニュース』でも、冒頭でキャスター陣が朝ドラ再放送の感想を語ることがあり、2024年4月2日からは朝ドラアンコール枠の感想も語ることがある。
2022年4月4日 - 2024年3月7日の月 - 木曜に総合で放送された『ニュースLIVE! ゆう5時』でも、2023年3月30日までは朝ドラアンコール枠直後に放送されたため、初期のみ番組冒頭で再放送を観たキャスター陣が「朝ドラ受け」を行ったことがあった。
2011年4月10日 - 2016年4月3日の日曜に放送された『NHKとっておきサンデー』内前半部コーナー「○○一週間」（○○には放送中の番組名）で1週間分のストーリーダイジェストを放送し、『NHKとっておきサンデー』の出演者が朝ドラの感想や翌週の展望予想トークを行った。
『NHKとっておきサンデー』終了後は、2016年4月10日 - 2020年3月29日は日曜11時 - 11時20分、2020年4月12日 - 2024年3月31日は日曜11時 - 11時15分に独立した番組として放送された。
『関西発ラジオ深夜便』で2012年4月から2014年5月まで、中村宏がアンカーを担当する第1・3金曜の翌日未明（第1・3金曜深夜）で『梅ちゃん先生』（2012年度前期）をスタートとして、過去に遡って朝ドラの主題歌（稀に挿入歌）を毎回1、2曲ほど放送した。
『思い出のメロディー』や『わが心の大阪メロディー』で作品が取り上げられたり、ヒロインや出演者が司会を務めることがある。
『NHK紅白歌合戦』は、朝ドラ主題歌の歌手の選出や、関連演出が多く行われる。特に放送中の年度後期の作品は、ほぼ毎年のように宣伝演出されている。

### その他
- 『天花』（2004年度前期）まで、中日新聞社系列の地方新聞（中日新聞、北陸中日新聞、日刊県民福井、東京新聞）で朝ドラヒロイン執筆のコラム「スタジオ日記」が週1回掲載された。
- 日刊スポーツ、スポーツニッポンなどの新聞の芸能面やテレビ欄に次回あらすじや次週のあらすじが掲載される。
- 東京ニュース通信社のテレビ情報誌『TVガイド』でも、ヒロインを冠とした1ページ記事を連載したり、Yahoo! JAPANのYahoo! TVでNHKエンタープライズとタイアップしてweb連載を掲載している。
- 東京制作のヒロインは中央競馬のNHKマイルカップのゲスト出演や表彰プレゼンテーターをする場合がある。
- 大阪制作のヒロインや出演者は毎年、10月ないしは11月の「社会人野球日本選手権大会の開会式・始球式」、2月3日開催の「成田山不動尊の豆撒き」[190]や、3月の「びわ湖開きの来賓ゲスト」としての出席が恒例のようになっている。
- 民放各局では、朝ドラの出演経験者（特に主役）の起用や帯ドラマ制作などの動きはあったものの、朝ドラ関係の直接の報道は少なかった。しかし2010年代に入ってからは、最終回前後に民放の番組に原案者やドラマ出演者が出演するという展開が見られることもあり、民放各局が放送中の朝ドラにちなんだ舞台地やヒロインの職業・人物モデルを取り上げたものなどの特集を行うこともある。

### 関連特番
- NHK大阪放送局開局85周年記念番組 懐かしの大阪局制作“朝ドラ”全部見せます!
  - 2010年11月23日：8時20分 - 9時20分（近畿地方限定）
  - 過去の大阪発朝ドラ34作品のダイジェストと、歴代のヒロインや主要出演者によるNHK大阪ホールでの公開トークショー、インタビューで構成。
- 連続テレビ小説50年!〜日本の朝を彩るヒロインたち〜[191]
  - 2011年4月2日：19時45分 - 20時57分
- テレビ60年 連続テレビ小説"あなたの朝ドラって何!" - 総合の放送開始60周年記念番組[192]
  - 2013年1月5日：21時 - 22時13分
- JOBK放送開始90年記念「大阪発 朝ドラコンサート」[193]
  - 2015年11月21日：19時30分 - 20時43分（総合・関西ローカル）
  - 11月23日：11時30分 - 12時43分（BSプレミアム）
- 放送100年プロジェクト 放送100年×元気100倍 それいけ!朝ドラ名場面スペシャル[194]
  - 2025年3月27日：19時30分 - 20時42分（総合）
  - 2025年4月5日：19時 - 20時59分（NHK BS）*上記の拡大版。

## 受賞歴
作品に対しての受賞。
- ギャラクシー賞（放送批評懇談会）
  - 心はいつもラムネ色：1984年度。第22回 月間賞 テレビ部門[195]
  - ちりとてちん：2007年度。第45回 奨励賞 テレビ部門[196]
  - ゲゲゲの女房：2010年度。第48回 奨励賞 テレビ部門[197]
  - おひさま：2011年度。第49回 奨励賞 テレビ部門[198]
  - カーネーション：2012年度。第49回 大賞 テレビ部門[198]
  - あまちゃん：2013年度。第51回 大賞 テレビ部門[199]
  - らんまん：2023年度。第61回 奨励賞 テレビ部門[200]
  - 虎に翼：2024年度。第62回 大賞 テレビ部門[201]
- 放送文化基金賞（放送文化基金）
  - カーネーション：2012年。第38回 優秀賞 テレビドラマ番組部門[202]
  - あまちゃん：2014年。第40回 優秀賞 テレビドラマ番組部門[203]
  - 虎に翼：2025年。第51回 最優秀賞 ドラマ部門[204]
- 東京ドラマアウォード（国際ドラマフェスティバル in TOKYO）[205]
  - カーネーション：2012年。優秀賞 連続ドラマ部門[206]
  - あまちゃん：2013年。グランプリ 連続ドラマ部門[207]
  - ごちそうさん：2014年。優秀賞 連続ドラマ部門[208]
  - マッサン：2015年。優秀賞 連続ドラマ部門[209]
  - あさが来た：2016年。グランプリ 連続ドラマ部門[210]
- エランドール賞（日本映画テレビプロデューサー協会）
  - ゲゲゲの女房 制作チーム：2011年。第35回 特別賞
- ザテレビジョンドラマアカデミー賞
  - ゲゲゲの女房：2010年。第66回 最優秀作品賞[211]
  - カーネーション：2012年。第72回 最優秀作品賞[212]
  - 梅ちゃん先生：2012年。第74回 最優秀作品賞[213]
  - あまちゃん：2013年。第78回 最優秀作品賞[214]
  - ごちそうさん：2014年。第80回 最優秀作品賞[215]
  - あさが来た：2016年。第88回 最優秀作品賞[216]
- 『TVnavi』ドラマ・オブ・ザ・イヤー
  - ゲゲゲの女房：2010年。第7回 大賞/最優秀作品賞[217]
- 橋田賞（橋田文化財団）
  - 連続テレビ小説：2002年。第10回 10周年記念として特別顕彰。
  - 花子とアン：2015年
  - あさが来た：2016年
  - なつぞら：2020年
  - エール：2021年
  - らんまん：2024年
  - 虎に翼：2025年
- 新語・流行語大賞
  - おしん「オシンドローム」：1984年。第1回 新語部門。
  - 「ゲゲゲの〜」（原案『ゲゲゲの女房』作者の武良布枝が受賞）：2010年。第27回 年間大賞。
  - あまちゃん「じぇじぇじぇ」：2013年。第30回 年間大賞。
  - 花子とアン「ごきげんよう」：2014年。第31回 トップ10。
- Yahoo!検索大賞（Yahoo! JAPAN）
  - 花子とアン：2014年。第1回 カルチャーカテゴリー（ドラマ部門）。
  - まれ：2015年。第2回 カルチャーカテゴリー（ドラマ部門）。
  - おかえりモネ：2021年。第8回 カルチャーカテゴリー（ドラマ部門）。
- エイボン女性年度賞
  - 製作局ドラマ番組部「連続テレビ小説」製作チーム：芸術賞（2016年）[218]
- コンフィデンスアワード・ドラマ賞
  - ひよっこ：作品賞（2017年）

## 関連商品

### グッズ
『ちゅらさん』では、劇中に登場するキャラクター「ゴーヤーマン」のグッズが人形・根付・絵本などで展開された。『ウェルかめ』では「かめっ太」のグッズが販売された。『あまちゃん』では約200点以上の関連グッズが販売され、他の作品でも雑貨・日用品・食品・カプセルトイなどが販売されている。グッズ商品の企画・販売はNHKエンタープライズが行っている。

### 書籍
各作品ごとに『ドラマ・ガイド』がNHK出版から販売されている。ドラマの放送に合わせ、前半・後半（Part1・2）の2冊に分けて販売される場合が多い。
週刊誌『NHKウイークリーステラ』（NHKサービスセンター）では、放送中の朝ドラ出演者・スタッフへのインタビューや次週のあらすじなどが掲載されており、番組終盤には（『ちりとてちん』をきっかけに）臨時増刊として「メモリアルブック」が発売されるようになった。
なお『NHKウイークリーステラ』は2022年4月8日号をもって休刊し、メモリアルブックは『おかえりモネ』（2021年10月刊行）が最後となった。またこれとは別に（『あまちゃん』以降）、NHK監修の上で有志による「公認ファンブック」などが発売される例も出てきた。
ノベライズ本も上下巻形式などで毎作販売されている（『鳩子の海』のように、ドラマの進行に合わせた実質的なノベライズが3分冊された例もある）。
シナリオ本は『おしん』（全4巻）『ふたりっ子』（全5巻）『あまちゃん』（全2巻、電子版も）『ごちそうさん』（全2巻）『ひよっこ』（全2巻）で発売された。
作品によってはコミック化もされている（『おしん』『ぴあの』『天うらら』『やんちゃくれ』『すずらん』『ちゅらさん』『おひさま』『マッサン』など）。
『てるてる家族』『ごちそうさん』『まれ』『ちむどんどん』など料理や菓子を題材にした作品では劇中に登場したメニューのレシピ本が、『あまちゃん』『まれ』『半分、青い。』『なつぞら』『ちむどんどん』では、ヒロインをモデルにした写真集が発売されている。コミックスやノベライズ・写真集などは一部NHK系列以外の民間の出版社から出したものもある。
2015年10月17日には、朝ドラ放送55年（NHK90周年）を記念して『朝ドラの55年〜全93作品完全保存版』ISBN 978-4-14-407213-0（NHK出版）が発売された。同書籍には、発行日までに放送された『あさが来た』までの全93作品についての簡単なあらすじを初め、主要なヒロイン16人、主要男性主演者4人、その他民放のドラマ製作責任者や本番組の演出家、脚本家などへのインタビューを多数掲載している。

### 着信ボイス
2010年代の『あまちゃん』『マッサン』『あさが来た』では着信ボイスの配信も実施された。

## 備考
テレビ東京を除く民放各局はNHK総合における朝ドラ本放送開始が8時15分であったことに合わせ、8時30分からワイドショーを編成した。
その後、民放キー局4社（日本テレビ・TBS・フジテレビ・テレビ朝日）の朝のワイドショーが、テレビ朝日（1993年度 - ）、フジテレビ（1999年度 - ）、日本テレビ（2004年度下半期 - ）、TBS（2014年度 - ）の順でそれぞれ8時開始に繰り上げた。これらのことが2000年代中盤から後半における本放送の視聴率低迷の一因に挙げられた。
2014年度から2022年度までテレビ東京を除く民放各局は8時からワイドショーを編成した。民放各局は朝ドラおよび『あさイチ』への対抗策として「朝ドラ放送中の8時から15分間になるべくCMを入れる」「（朝ドラから『あさイチ』に切り替わる）8時15分ちょっと前に1番大きな特集を流す」などの構成を取っていた。
航空自衛隊小松基地は2015年10月下旬ごろから、基地周辺に住んでいる視聴者に配慮し、F15戦闘機の訓練飛行開始時間を慣例の8時から約10分早めた。
地上波での本放送・再放送に加え、BSでの先行放送・再放送や録画での視聴が可能となり、視聴者による視聴形態も多様化している。視聴形態による「早○○」「朝○○」「昼○○」「夜○○」「週○○」「録○○」という言葉も生まれている。